# 印度教育
印度教育（英語：Education in India）- 該國的教育系統運作主要由印度政府的公立學校主導，有中央、邦及地方政府共同參與。依據印度憲法中多項條文及《2009年兒童免費義務教育權利法》，該國6至14歲的兒童/青少年享有免費義務教育的基本權。印度公立學校與私立學校間的數量比例約為10:3。

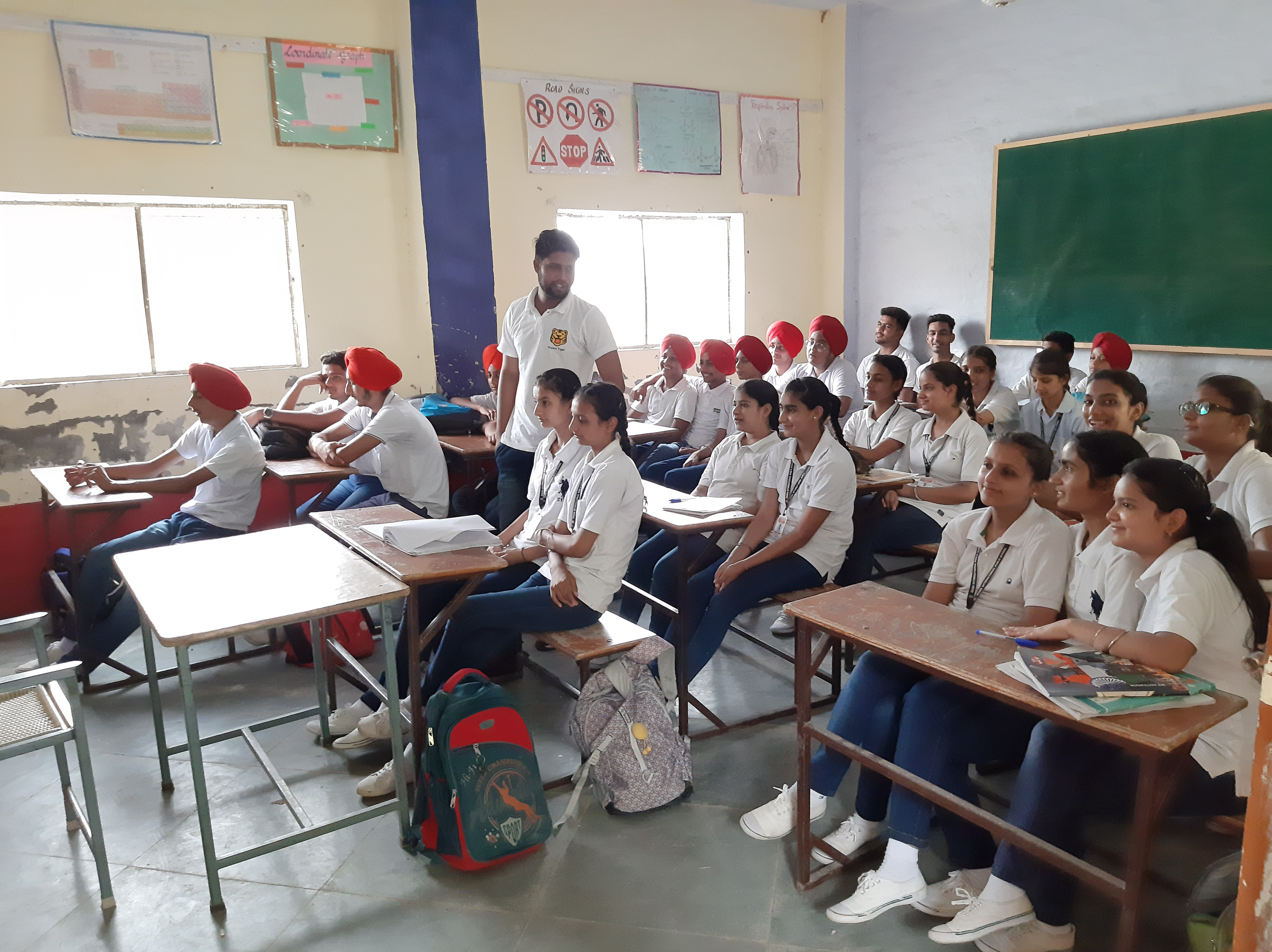
在旁遮普邦一所公立學校就讀的學生。

印度的教育範疇涵蓋學前教育、初等教育、中等教育、大專教育及職業教育等多個層級與類型。教育品質會因地點（都市或鄉村）、性別、種姓、宗教、語言及身心障礙等因素而有顯著差異。
印度的教育體系仍有諸多改善空間，例如：提升教育普及率、增進教育品質、縮小教育差距、降低輟學率、提高入學率及完成學業率、強化學習成效與就業能力、加強治理與問責、促進創新與科技發展，以及應對COVID-19大流行所帶來的衝擊有關聯。印度的教育發展受到國家及邦級政府多項政策與計畫的影響，如2020年國家教育政策、國家教育使命、國家中等教育使命、免費午餐計畫、拯救及教育女兒計畫，以及國家數位教育架構（National Digital Education Architecture）。此外，聯合國兒童基金會（UNICEF）、聯合國教科文組織（UNESCO）、世界銀行、公民社會組織、學術機構、私營部門實體及媒體等眾多利害相關者與合作夥伴，前述者亦為印度教育體系提供支持。
印度的教育體系面臨多重挑戰，包括成績灌水、貪污腐敗、未經認證學校製造假學歷，以及畢業生缺乏就業機會。印度約有一半的畢業生被評定為不適就業。

## 教育體系
依據印度憲法，各邦政府迄1976年以前負責管理其轄下的學校，並在教育政策的制定及實施上有完全管轄權。在印度憲法第42次修正案於1976年通過後，教育成為中央與邦的並行項目，聯邦政府（即中央政府）被賦予對教育政策及計畫提出建議的權力，但各邦政府在執行這些計畫時，仍保有相當程度的自主權。由於印度領土幅員遼闊（擁有28個邦及8個聯邦屬地），而導致各邦在學校教育相關的政策、計畫、方案及倡議上存在顯著差異。 印度政府會定期制定政策框架以指導各邦通過邦級計畫與政策。多數的小學及高小由邦政府與地方政府機構管理，且政府管理的初等學校數量持續增加。同時，私立機構設立的學校數量及比例也在增長。該國於2005至2006年度期間，提供初等教育（1至8年級）的學校中，83.13%由政府運作，16.86%由私立機構運作（不包含未經認證的學校、依據教育保障計畫（Education Guarantee Scheme）設立的學校，以及替代學習中心）。在私立學校中，3分之1為"補助"學校，3分之2為"非補助"學校。1至8年級的入學學生人數，政府及私立學校之間的比例為73:27。在農村地區的比例較懸殊（80:20），都市地區的比例則相差較少（36:66）。
根據該國於2011年所做的人口普查，印度約有73%的人口具備識字能力，其中男性識字率為81%，女性為65%。印度國家統計委員會於2017-18財政年度進行的調查，顯示全國識字率為77.7%，男性為84.7%，女性為70.3%。相較之下，1981年的對應識字率為41%、53%及29%。1951年的對應識字率則為18%、27%及9%。印度的教育體系有所改善，常被視為是推動國家經濟發展的主要推動力之一。尤其是在高等教育及科學研究方面的進展，得力於各公立院校的貢獻。該國於過去10年的高等教育入學率持續穩定成長，於2019年的總入學率已達26.3%（Gross Enrolment Ratio），但印度與已開發國家的專上教育入學率相比，仍有很大的追趕空間。
近年來該國對私立學校的需求持續增加。雖然對此增長的主要驅動因素尚未有定論，部分學者認為原因包括：對英語課程的需求增加、對公立學校品質不滿、對私校學費的負擔能力提升，以及公立學校無法提供學生所需的專業領域及良好的學習環境。該國的2009年兒童免費義務教育權利法通過後，私立學校必須"獲得政府認可"。而私校需符合特定條件，方能取得認可。
印度在中小學階段擁有一個規模龐大的私立學校體系，與政府運作的學校相輔相成。在6至14歲的學齡者中，有29%接受私校教育。部分中學後的技術學院也為私立。印度於2008年的私立教育市場營收為4.5億美元，預計未來將成長至400億美元的規模。
依據印度2012年《年度教育狀況報告》（ASER）的數據，印度農村地區6至14歲的學齡者，入學率高達96.5%。年度調查報告顯示該國入學率已連續4年超過96%。2007年至2014年間，印度同齡層學童的平均入學率為95%。根據2018的ASER，6至14歲未入學的學齡者人數已下降至2.8%。另一份於2013年提出的報告指出，印度各經認可的城鄉學校（1至12年級）共有2.29億名學生入學，比2002年的總入學人數增加230萬名，其中女生的入學人數成長19%。印度在教育普及率上雖逐步邁向全民教育，然而在教育品質，特別是公立學校體系的，備受質疑。雖然該國的小學入學率超過95%，但青少年中僅有40%進入中學（9至12年級）。自2000年起，世界銀行已對印度教育投入超過20億美元的經費。印度教育品質低落的原因之一是教師中每日約有25%的缺勤率。印度各邦已推行考試及教育評估制度，以揪出並改善這類學校。總部設於紐西蘭的人權衡量倡議組織進行的調查指出，印度在受教育權方面的落實程度，僅達到其收入水平應有表現的79.0%。
雖然印度有私立學校，但其教學內容、運作模式（須為非營利組織才能經營經認證的教育機構）及其他細節，皆受嚴格規範。因此將政府學校與私立學校作二元區分，可能造成誤導。然而，吉塔·甘地·金登（Geeta Gandhi Kingdon，一位在教育經濟學領域享有盛譽的女學者，特別關注印度的教育體系）在其名為《印度公立學校的空洞化和私立學校的擴張（The Emptying of Public Schools and Growth of Private Schools in India）》的報告中指出，制定健全的教育政策，必須考量印度公立及私立學校規模的變化趨勢。忽略這些趨勢，將導致政策或立法失當，進而對兒童教育造成負面影響。
印度的大學數量迄2019年1月已超過900所，學院則有40,000所。印度在高等教育體系中為史上處於弱勢的表列種姓和表列部落及其他落後階層，依據平權措施保留相當數量的名額。在隸屬於中央政府的大學、學院及類似機構，這些弱勢群體的保留名額上限為50%，各邦則可能有所差異。馬哈拉什特拉邦於2014年實施73%的保留名額，為印度境內最高比例。

## 歷史

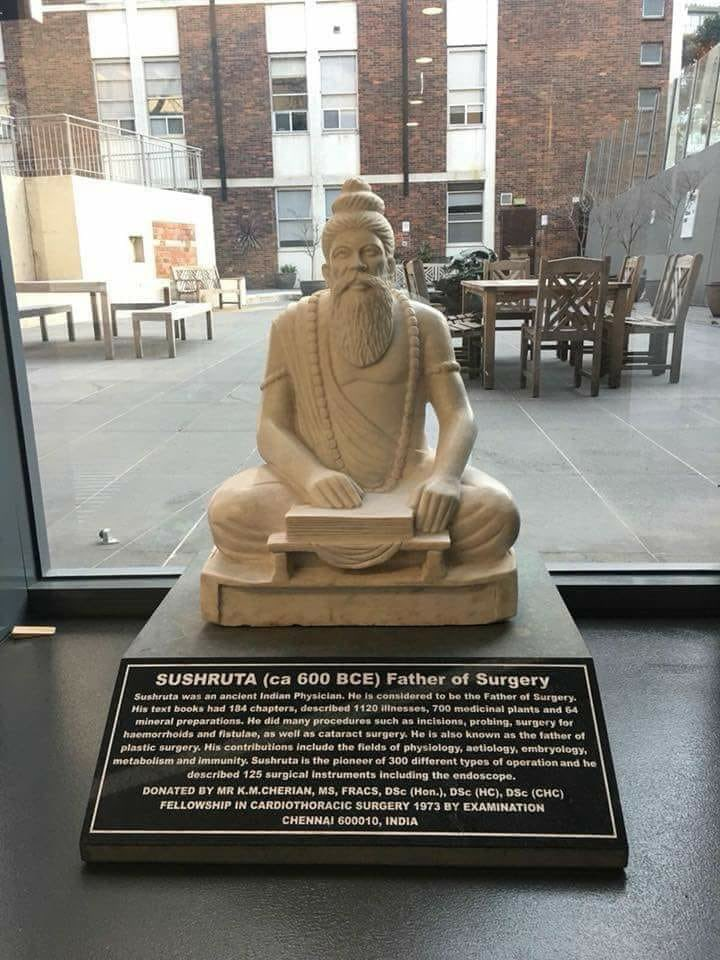
在墨爾本皇家澳大拉西亞外科醫學院（RACS）中，有一尊妙聞（約公元前7世紀到前6世紀）的雕像，他是《妙聞集》的作者，也是外科手術的始祖。

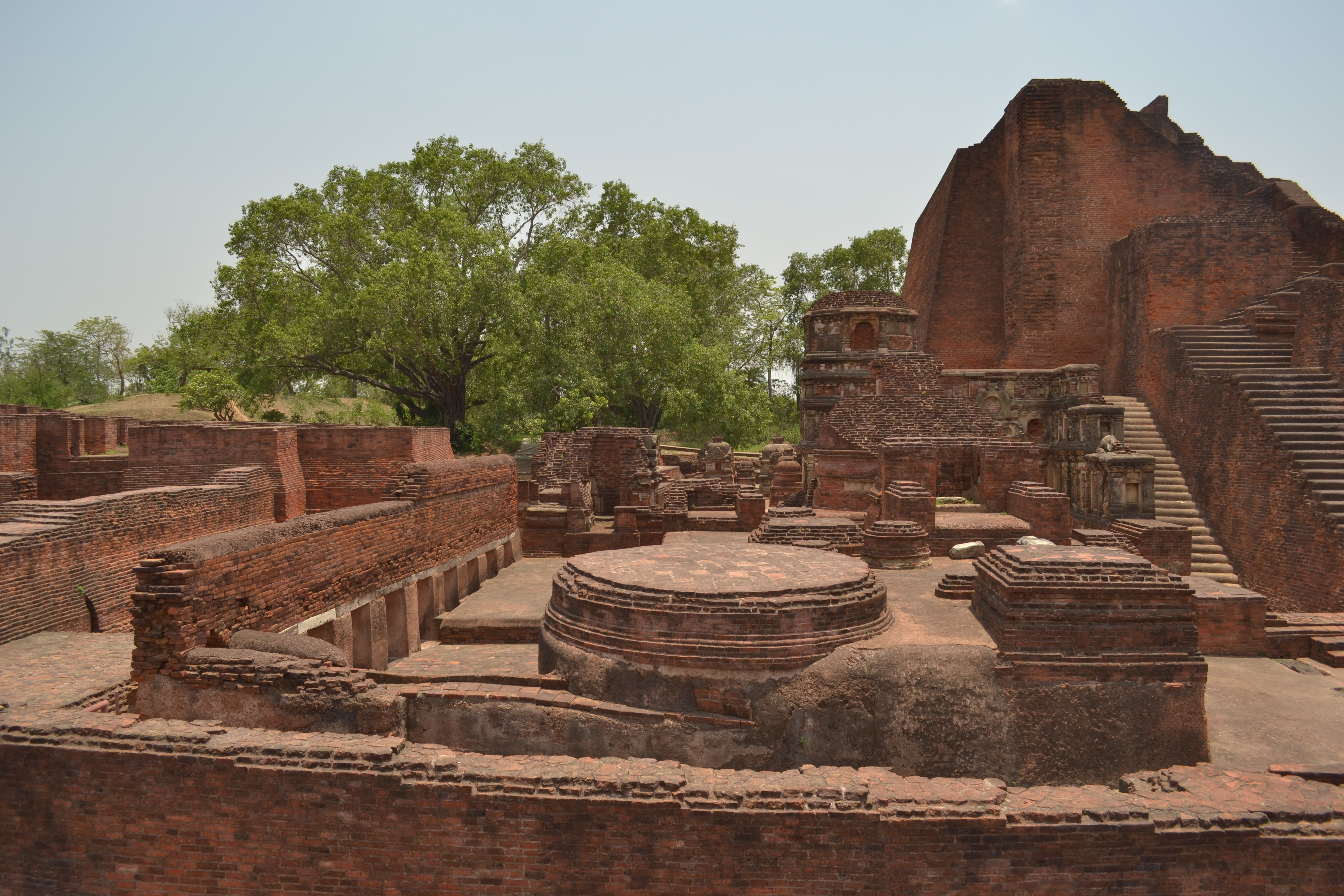
那爛陀寺圖書館的殘跡，由笈多王朝的國王於公元五世紀建造。它在遭受入侵後重建過兩次，第一次是在公元五世紀匈人的入侵之後，第二次是在公元七世紀高達王國的入侵之後，但在十二世紀卡爾吉王朝創建者的第三次入侵後被徹底廢棄。

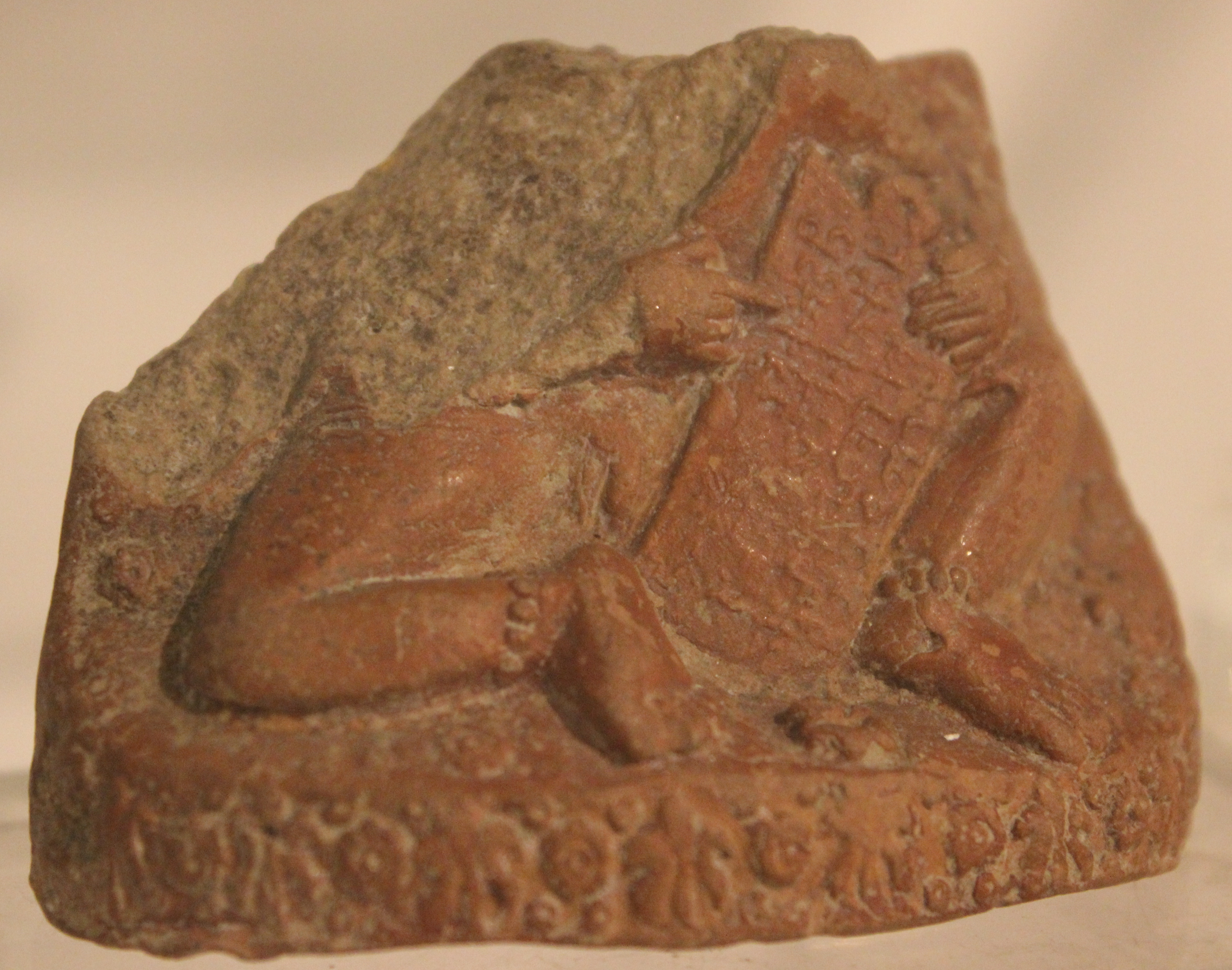
描繪一位孩童學習字母的浮雕，呈現公元前二世紀婆羅米字母的初始樣貌。

印度的早期教育在學童啟蒙儀式後，由上師（guru）或導師（preceptor）的監督下開始。教育主要透過古魯庫拉體系傳授。上師與其弟子（Shishya）之間的關係，是教育中很重要的一環。古老塔克西拉大學 是古印度一處高等學術機構，其歷史可能遠溯至公元前8世紀。然而，塔克西拉是否能被視為現代意義上的大學，仍存在爭議。因為居住於此的教師，可能並未在特定學院中擁有正式身分，且與後來的東印度那爛陀寺相較，前者似乎並無專門興建的講堂及住宅區。那爛陀寺是世界上最早具備現代大學體系概念的教育機構，所有科目皆以巴利語（一種古印度語）授課。
世俗教育機構隨著佛教寺院的發展而興起。這些機構提供實用性教育，例如醫學研究。公元前500年至公元400年間，有多個城市學習中心逐漸嶄露頭角。重要的城市學習中心有那爛陀寺、超戒寺）及飛行寺等地（三處皆位於今日比哈爾邦）。這些機構以系統性方式傳授知識，並吸引眾多外國學生前來研習巴利語佛教文學、邏輯及巴利語文法等科目。婆羅門教師考底利耶是其中最著名的教師之一，他與建立孔雀王朝有著密切關聯。
史上的沙門與婆羅門經由接受捐贈的方式提供教育，而非向學生或其監護人收取學費或籌措資金。.後來，窣堵坡（佛塔）及寺廟也成為教育中心，宗教教育是必修課程，但同時也教授世俗科目。學生須梵行或保持獨身。這些教團所傳授的知識多半與社會群體應盡的義務和技能相呼應。藝術、工藝、阿育吠陀、建築等，皆為教授科目。
隨著伊斯蘭教傳入印度，傳統教育方式逐漸受到伊斯蘭文化的影響。庫特布丁·艾伊拜克等前蒙兀兒帝國的統治者，以及其他穆斯林統治者，創辦傳授宗教知識的教學機構。如尼扎姆丁·奧利亞和莫伊努丁·奇什提等學者成為著名的教育家，並建立伊斯蘭修道院。來自布哈拉和阿富汗的學生前往印度，研習人文及科學科目。印度的伊斯蘭教育機構，包括傳統的伊斯蘭學校和穆斯林初級學校，教授語法、哲學、數學及法律，這些科目都受到波斯及中東地區在伊斯蘭教傳播到印度前，所承襲的希臘傳統影響。傳統伊斯蘭教育的特色之一是強調科學與人文學科之間的關聯性。
英國統治印度，以及隨後設立教育機構，促使英語成為教學媒介。部分學校則以本土語言授課，並將英語列為第二語言。 "前現代"教學機構用於指稱三種學校類型：教授穆斯林或印度教經典的阿拉伯語及梵語學校，以及教授波斯文學的波斯語學校。印度各地的本土語言學校，以本土語言教授讀寫及算術。隨著1820年代由傳教士運作學校的興起，英國式教育體系逐漸在印度站穩腳步。

### 18世紀
印度歷史學家達蘭帕爾在改變人們對印度殖民時期前教育的認知上扮演關鍵角色。達蘭帕爾的主要著作，皆以殖民政府統治期間，對當地教育、農業、科技及藝術的紀錄為基礎。他耗時10年進行深入，具開創性的歷史研究，從早期英國行政官員的大量報告中尋得證據，顯示當時孟買、孟加拉、馬德拉斯管轄區以及旁遮普邦，本土教育機構普遍存在，教授內容豐富，且學術性很高的課程，當地6至15歲的學童，每日的到校率約為30%。
印度大片地區於馬拉塔帝國在1818年覆滅後納入英國統治之下。殖民地政府在1820至1830年間對其轄下各省普遍存在的本土教育體系，進行過詳盡的調查。
孟買管轄區總督委員會（Governor's Council ）成員G.L.普倫德加斯特（G.L. Prendergast）於1821年6月27日針對本土學校留下以下記錄：
我對董事會諸位成員皆知悉之事無需贅述，即在我方領土內，無論村莊大小，幾乎皆設有學校，較大村莊更有多所。城鎮內學校林立，大城市各區皆有。當地青年在此學習讀、寫、算術，其制度極為精簡，學費從一兩把穀物，至每月一盧比不等，依家長經濟狀況而定，且此制度簡明有效，以致農民或小販皆能精確記帳，在我看來，其準確度甚至超越我國的下層民眾。

### 英屬印度時期與英語教育
英國於1835年在印度頒佈《英語教育法案》。此法案將英語定為所有中小學及大學的正式教學媒介。卻忽略本土學校及大眾教育，結果為僅少數印度上層階級人士接受教育，以作為政府與民眾之間的溝通橋樑。此法案現今普遍被稱為麥考利主義。
我們當務之務乃盡力培育一階層，使其成為我等與所統治之數百萬民眾間之翻譯。此階層人士，血統膚色為印度人，但品味、見解、道德、智識則為英國人。我等可將此任務交給這個階層，由他們來精煉當地的通行方言，用從西方術語中借來的科學詞彙豐富之，並逐步使它們成為向廣大民眾傳遞知識的工具。
印度社會學家赫圖卡·賈指出，這項法案導致在鄉村及城鎮原本蓬勃發展的本土學校逐步衰敗。與此同時，英國所推行的政策偏向以"過濾理論"來推動教育，在很大程度上阻礙印度中產階級及以下階層接受教育的機會。
由基督教傳教士運作的教會學校於同一時期也日益增加，對印度英語教育的發展產生顯著影響。在英國擴張領土期間，《1813年東印度公司法案》出台，解除多項對基督教傳教士學校的禁令。印度裔美國歷史學家高里·維斯瓦納坦指出，前述法案促成英印關係的兩項重大轉變：首先是英國開始承擔起對印度人民教育的新責任，其次是傳教士活動的管制得以放寬。

### 獨立後
印度於1947年脫離英國獨立後，新政府推動多項計畫，以改善印度城鄉地區識字率偏低的問題。印度首任教育部長馬阿布·卡拉姆·阿扎德主張，中央政府應在全國教育實施強而有力管控，並建立一套統一教育制度。
聯邦政府先後成立大學教育委員會（University Education Commission，1948-1949年）、中等教育委員會（1952-1953年）、大學教育資助委員會（University Grants Commission）及科塔里委員會（Kothari Commission，由道拉特·辛格·科塔里（Daulat Singh Kothari）擔任主席，1964-66年），目的在研擬印度教育體系的現代化方案。印度首任總理賈瓦哈拉爾·尼赫魯的政府通過《科學政策決議（Resolution on Scientific Policy ）》。尼赫魯政府資助印度理工學院等高等科學教育機構設立。聯邦政府於1961年成立印度國家教育研究暨培訓委員會（NCERT），為一個獨立自主的組織，為聯邦及邦政府在教育政策的制定及實施上提供諮詢。

#### 2020年
印度教育部於2019年公布一份新的教育政策草案，並進行多場公眾諮詢。草案內容包含縮減課程內容，以強化基礎學習及批判性思考，並提倡更全面、體驗式、討論式及分析式的學習法。此外，草案也提及將課程及教學結構，從10+2學制修改為5+3+3+4學制，以期能根據學童的認知發展，優化學習成效。印度內閣於2020年7月29日批准新的國家教育政策，目的為對現有的印度教育體系進行多項改革。政策的目標是普及學前教育，並特別著重於在2025年以前，讓所有學生在小學及之後的學習階段，都能具備基礎的讀寫及計算能力。

## 教育階段
印度於2020年國家教育政策中，導入5+3+3+4的教育結構。學生將依序在基礎階段學習5年、準備階段3年、中學階段3年，以及高等階段4年，並著重於全人發展與批判性思考。然而，印度各邦及教育委員會的教育實務可能會有差異，此點需特別留意。

### 學前/初等教育
此階段為選擇性，包含3至6歲兒童的幼兒園及幼稚園教育。重點在於幼兒早期發展，並為兒童進入正規學校教育做好準備。

#### 幼兒園/安甘瓦迪中心
幼兒園。安甘瓦迪中心（鄉村幼兒發展中心）主要為6歲以下兒童、孕婦和哺乳期婦女提供服務。

#### 幼稚園（LKG及UKG）
幼稚園主要招收3至5歲的兒童，是兒童進入初等教育的重要基礎。兒童於LKG（小班）就讀一年，再於UKG（大班）就讀一年。

### 初等教育
初等教育通常於6歲開始，為期5年 - 1至5年級。此階段的主要授課科目有：數學、科學、社會科學、語言（通常為英語及地區語言，或是其他外語）、體育，以及品格教育。

### 中學教育

#### 中等/初級中等/初中畢業教育
中等教育包含9年級及10年級，通常為14至16歲的學生。除常見的英語、數學、科學、社會科學、電腦科學、體育及品格教育外，學生也會接觸到更廣泛的科目，如額外語言、藝術及職業科目。10年級結束時，學生通常會參加標準化會考，例如各邦教育委員會舉辦的中學畢業證書考試/中學證書（SSLC/SSC），或由中央中等教育委員會（CBSE）舉辦的全印度中學考試（AISSE），或由印度學校證書考試委員會（CISCE）舉辦的印度中學證書（ICSE）考試。印度的中學教育普遍被稱為"high school"或"secondary school"。這些詞彙在全國各地廣泛使用，指稱初等教育之後，高等中等教育之前的教育階段。

#### 高級中等教育／高等中學教育／中等教育
完成中等教育後，學生將進入高級中等教育階段，包含11年級及12年級。學生通常會選擇理科、商科或人文/藝術等三個領域之一進行專攻。課程將更著重於所選領域的特定科目，同時也有一些共同必修科目，例如體育、實習、品格教育及藝術或相關科目。12年級結束時，學生通常會參加會考，例如各邦教育委員會舉辦的高等中學證書考試，或由CBSE舉辦的全印度高級中學證書考試（AISSCE），或由CISCE舉辦的印度學校證書（ISC）考試。
印度各邦對於高等中等教育的稱謂不盡相同。常見的名詞有：安德拉邦、泰倫加納邦、比哈爾邦、北阿坎德邦及北方邦使用的"中等教育（intermediate education）"，阿薩姆邦、馬哈拉什特拉邦、喀拉拉邦及坦米爾那都邦]]使用的"高等中學教育（higher secondary education）"（HSE），哈里亞納邦、旁遮普邦及拉賈斯坦邦使用的"高級中等教育（senior secondary education）"（SSE），以及卡納塔卡邦使用的"大學預科教育（pre-university education）"（PUC）。這些名詞皆指初級中等教育之後的教育階段，反映印度各邦用語的多元性。各學科領域的課程內容，可能因中央教育委員會或邦教育委員會而有所差異。
完成12年級後，學生可依其選擇的學科領域及職業規劃，進入大學或專業機構中繼續深造。

#### 大學預科課程或中級教育
印度部分邦，例如卡納塔卡邦及安德拉邦，其教育體系於初級中等教育（10年級）後，設有兩年的大學預科課程（PUC）。PUC通常被稱為初級學院。學生會進入大學預科學院，以完成其中級教育，作為高中與大學之間的銜接。大學預科制度有三個主要學習領域，由學生選擇：
理科： 此領域專注於物理、化學、生物、數學和電腦科學等科目。
商科： 此領域包含會計學、經濟學、商業研究和數學等科目。
人文/藝術： 此領域的學生學習歷史、政治學、社會學、經濟學和語言等科目。
學生完成大學預科教育後，可選擇進入大學、專業學院或其他專門機構繼續高等教育。
印度其餘各邦，包含中央中等教育委員會（CBSE）及印度學校證書考試委員會（CISCE）等中央教育委員會，皆採用10+2學制。此學制包含10年的初等及中等教育（至10年級），以及兩年的高等中學教育（11及12年級）。

#### 職業教育
印度在各個教育階段，除正規學術課程之外，皆提供職業教育，目的為提供工程、資訊科技、餐旅、醫療保健等領域的專業技能及訓練。職業課程於初級中等教育及高級中等教育階段皆開設。
值得注意的是教育實務、課程大綱及考試內容，可能因教育委員會（如CBSE、CISCE、邦教育委員會或國際委員會）而有所差異。此外，印度亦有其他教育體系，例如國際文憑組織（IB）及劍橋大學國際考評部（CIE），其課程及評估方式皆與傳統體系不同。

### 高等教育
完成高級中等教育（或稱中級教育）後，學生可進入學院及大學繼續深造。高等教育選項包含大學部課程（學士學位）、研究所課程（碩士學位）以及博士課程（博士學位）。

## 印度學前教育

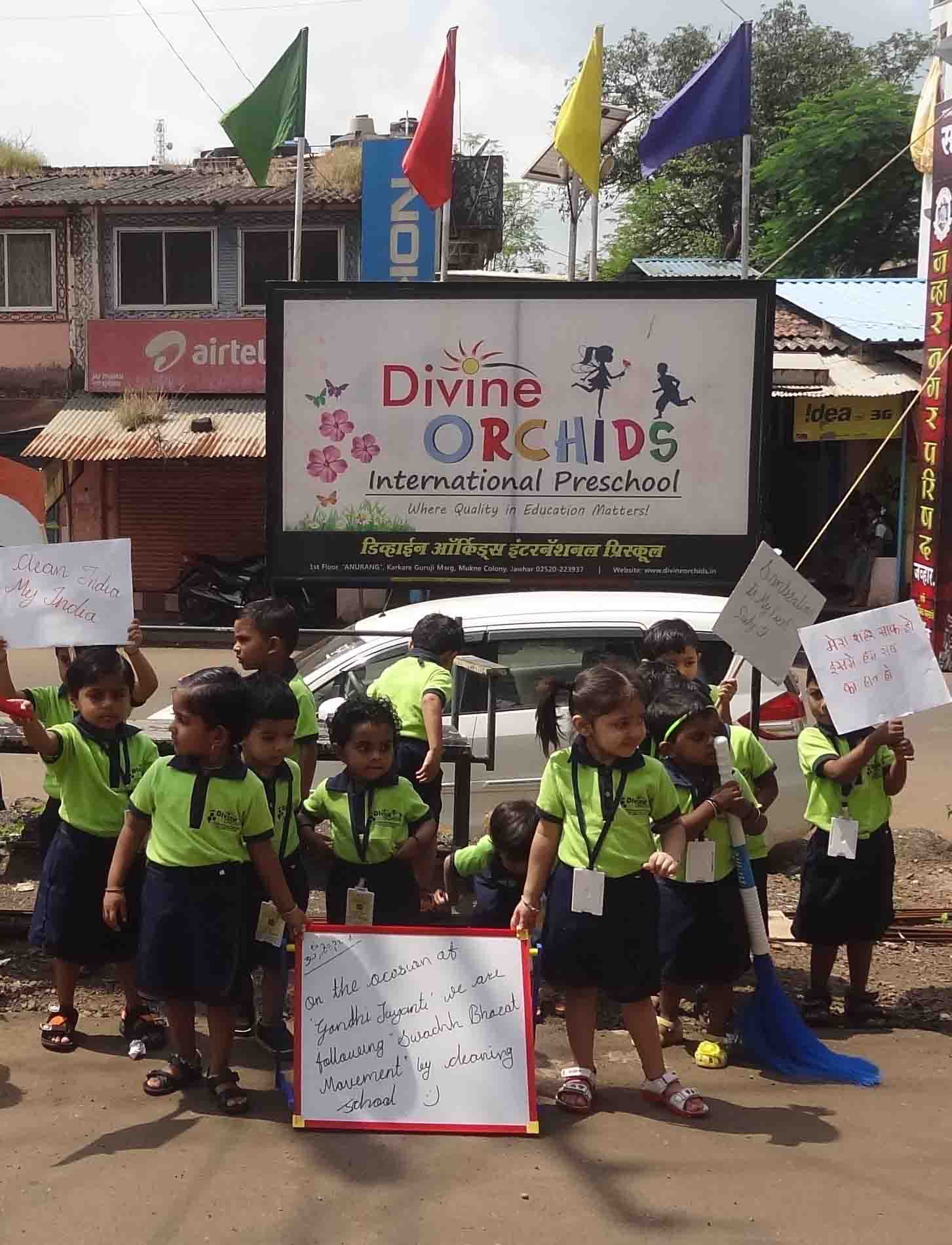
於中央邦賈瓦爾的印度幼兒園學童（神聖蘭花國際幼兒園（Divine Orchids International Preschool））。

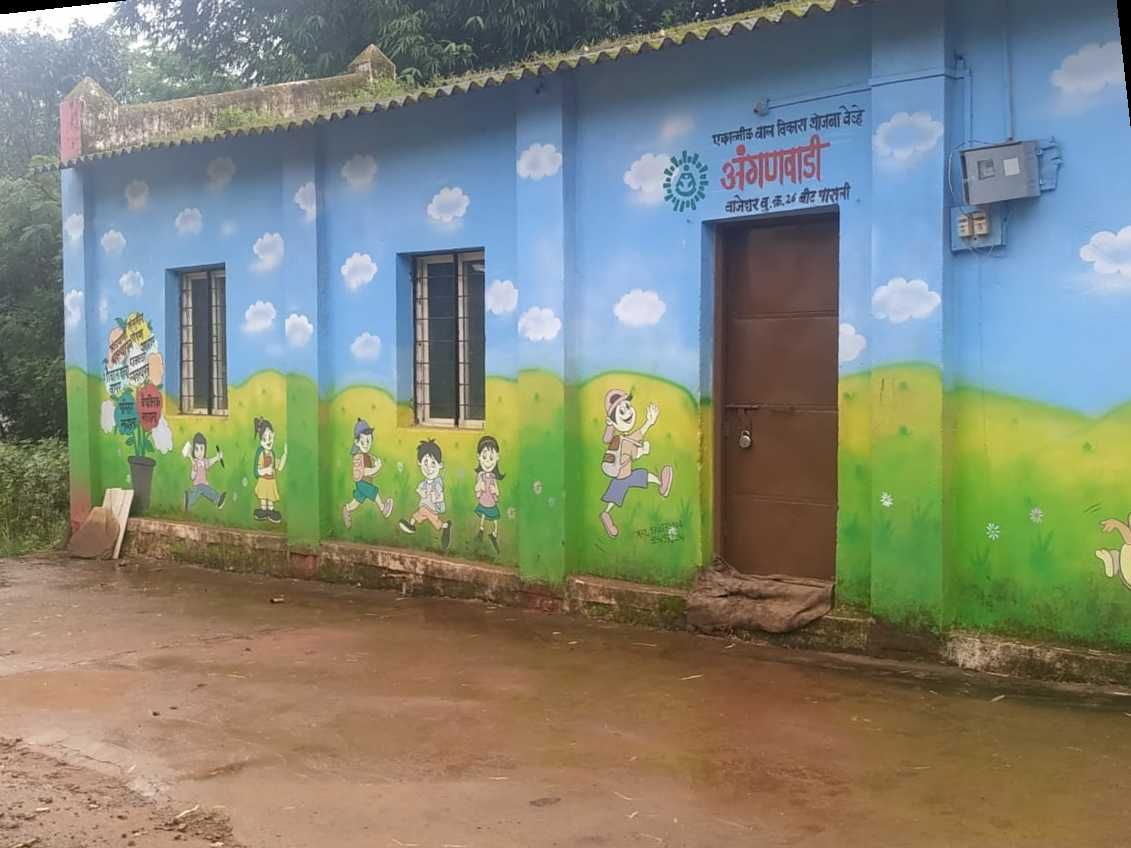
位於馬哈拉什特拉邦浦那縣維爾赫的安格瓦迪中心。

學前階段是奠定兒童知識、技能及行為的重要基礎。完成學前教育後，兒童將進入小學階段，然而印度的學前教育並非基本權利。在印度鄉村地區，小村落幾乎沒學前學校。但在都會地區及大城市，學前教育產業已有許多設立已久的經營者。小城鎮及城市對幼兒園的需求正顯著成長，但目前印度僅有1%的6歲以下人口接受學前教育。
- 遊戲小組（學前幼兒園） ： 遊戲幼兒園提供許多基礎學習活動，幫助孩童更快獨立，並培養其自理能力，例如自行進食、穿衣及維持整潔。學前幼兒園的入學年齡為2至3歲。安格瓦迪中心是由政府出資的免費鄉村托育及母嬰營養與學習計畫，同時也包含免費午餐計畫。[68]
- 幼兒園 ： 幼兒園階段的活動，能幫助孩童達成關鍵的發展里程碑，進而提升其心理及生理能力。幼兒園的入學年齡為3至4歲。
- 小班（LKG） ： 又稱初級幼稚園（jr. kg）階段。入學年齡為4至5歲。
- 大班（UKG） ： 又稱高級幼稚園（Sr. kg）階段。入學年齡為5至6歲。

LKG與UKG階段為孩童在情感、心理、社交及生理層面做好準備，幫助他們在往後的學校及大學生活中，更易吸收知識。印度遵循一套系統化的學前教育流程，以最佳方式傳授知識，讓幼兒更容易理解。教師們透過設計簡單且富趣味性的課程，使學習過程充滿吸引力，讓孩子們在快樂的氛圍中學習。

## 印度初等教育

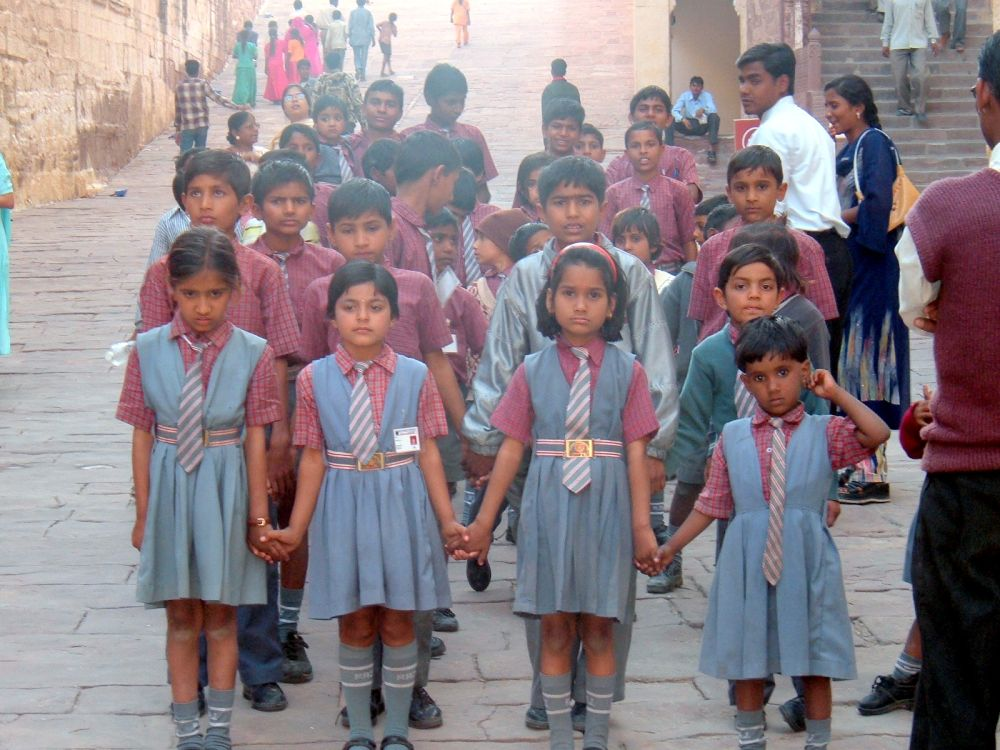
在拉賈斯坦邦久德普某學校的印度學童。

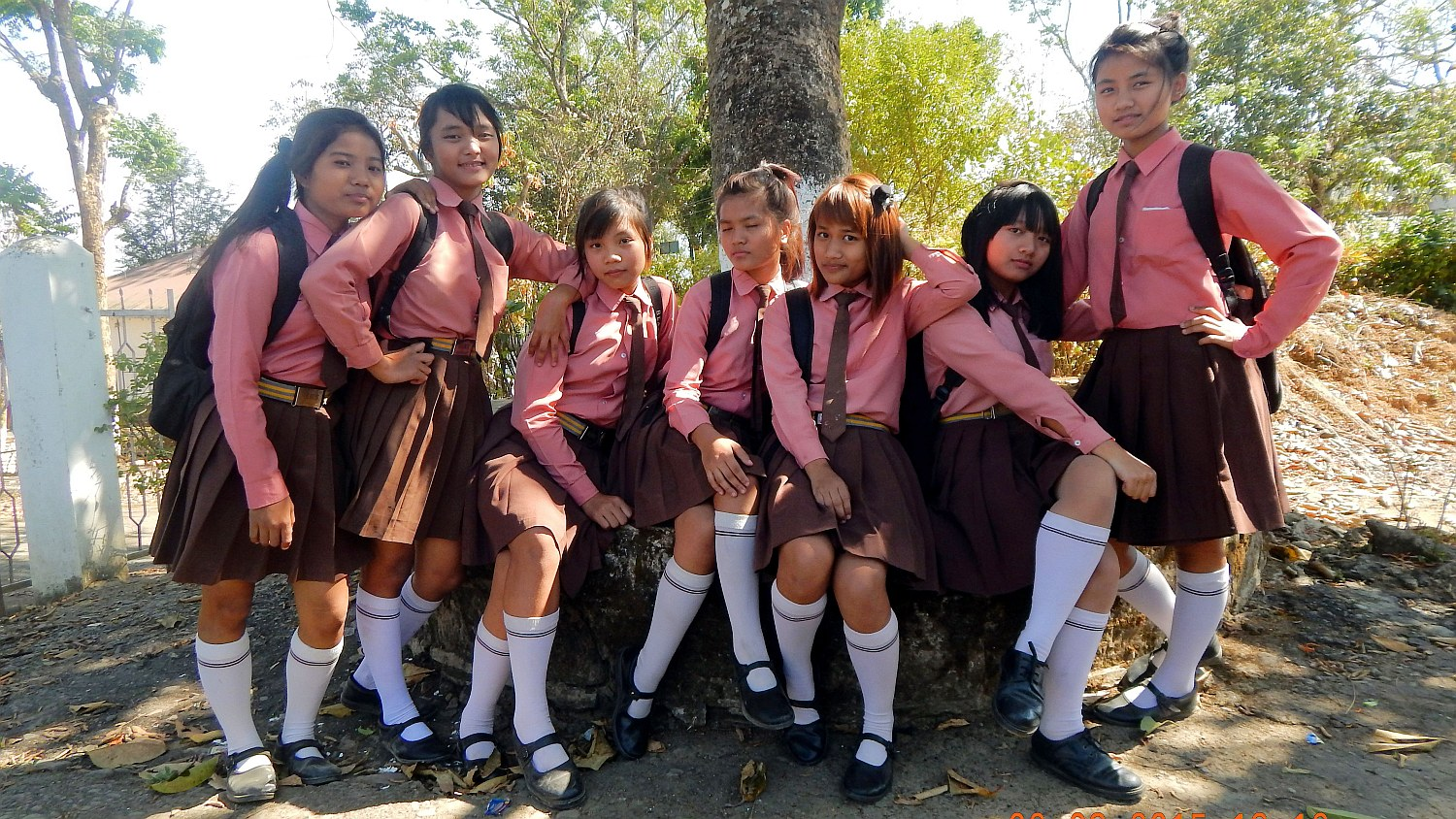
在米佐拉姆邦赫納赫蒂亞爾縣努楚恩吉英語中學的女學生。

印度的初等教育分為兩階段：初級小學（1至5年級）及高級小學（6至8年級）。
印度政府相當重視初等教育，其對象為6至14歲的學齡者。由於教育法規由各邦政府管理，各邦的小學學制年限可能有所差異。印度政府禁止童工，以確保孩童免於進入不安全的工作環境。然而由於經濟差距及社會條件等因素，免費教育與禁止童工的政策難以有效落實。在初等教育階段，該國所有經認可的學校中有80%由政府運作或是支持，這個系統是印度最大的教育組織。印度政府於2011年公布的數據顯示，印度小學教師人數為5,816,673人。截至2012年3月的中學教師人數則為2,127,000人。依據《2009年兒童免費義務教育權利法》，6至14歲（即8年級以下）的兒童享有免費教育的權利。雖然印度學校入學率有所提升，但許多學童在畢業時，讀寫及計算能力仍顯不足。ASER於2019年發佈的報告指出，印度鄉村地區僅有50%的5年級學生能夠閱讀2年級程度的文本，且僅有29%的學生能夠進行基礎的除法運算。
然而印度教育系統由於資源匱乏及執政者政治意願不足，而面臨嚴重的問題，包含師生比例過於懸殊（教師嚴重不足）、基礎建設不足，以及教師培訓水準低落。有學者利用"可見性"的概念指出政府在修建學校硬體方面的著重高於改善教學品質的原因。對選民而言，學校建設更具"可見性" ，且容易將其歸功於政府，而提升教師教學能力及教育品質，則是一項更具不確定性的工作，其成效受到政府難以掌控因素的影響。而促使政府將資源集中於"可見"的領域。
印度政府為提升教育品質，已推行多項措施。1994年啟動的"地區教育振興計畫（ District Education Revitalisation Programme）"（DERP），目的在藉由改革及活化現有初等教育體系，將初等教育普及。DERP的經費有85%由中央政府挹注，其餘15%則由各邦政府負擔。DERP開設16萬所新的學校，包含8.4萬所特殊學校（提供替代教育），為約350萬名學童提供教育，並獲得UNICEF及其他國際計畫的支持。"貪腐對貧窮人口的傷害尤為巨大 - 它將本該用於發展的資金移用別處，削弱政府提供基本服務的能力，加劇不平等與不公正，並阻礙外國投資及援助"（時任聯合國秘書長科菲·安南，於2003年11月在紐約聯合國大會通過《聯合國反貪腐公約》時發表的聲明）。喀拉拉邦於2016年1月透過名為Athulyam的百分百識字計畫，成為印度第一個達成100%初等教育普及率的邦。
印度有些邦於過去3年中的初等教育計畫的總入學率，已達到93-95%的水準。在教師配置及女童入學方面，也取得顯著成效。印度有個稱為"Sarva Shiksha Abhiyan"（印地語，意為"全民教育運動"）的教育普及計畫，為全球規模最大的教育倡議之一。雖然印度學校入學率有所提升，學生所接受的教育品質仍有待加強。文獻指出印度中小學教育品質低落的主因之一為教師缺勤及疏忽。在一項知名研究中，研究人員對印度20個主要邦的37,00所學校進行突擊檢查，發現平均每日有25%的公立小學教師缺勤。另一項研究則發現在接受檢查的公立小學中，雖然有4分之3的教師並未缺勤，但實際進行教學的教師僅佔其中一半。

## 印度的中等教育

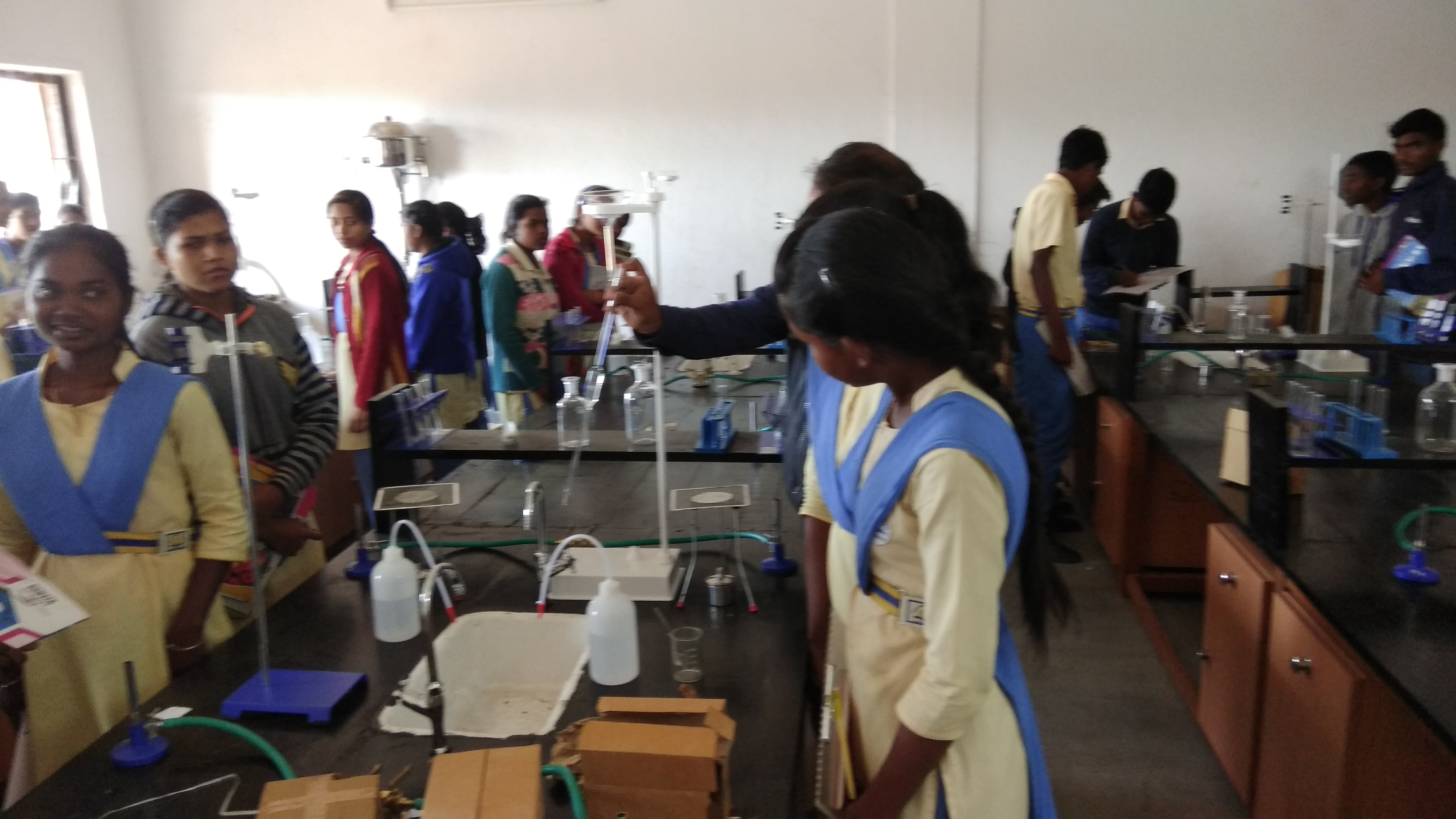
在奧迪薩邦一所中學化學實驗室裡的學生。

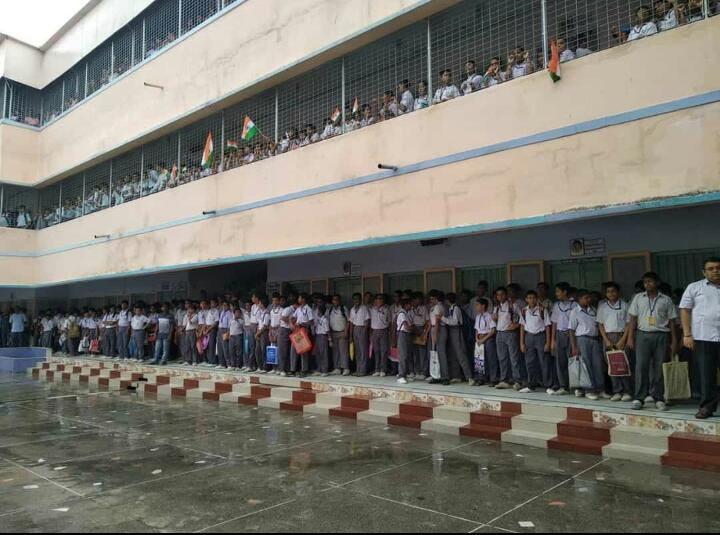
在西孟加拉邦伯勒訥格爾某學校舉行的印度獨立日慶祝活動。

印度的中等教育，針對的是14至18歲的青少年，根據該國於2001年所做的人口普查，此年齡層的青少年人數達到8,850萬。中等教育的最後兩年通常被稱為高等中學教育（HS）、高級中等教育、中級教育，或簡稱為 "+2"階段。中等教育的兩個階段（即初級中等和高級中等）對學生而言都非常重要，學生必須通過考試才能取得畢業證書。因此在繼續攻讀高等教育，例如大學或專業課程之前，學生必須通過教育部下屬的教育委員會認證。
印度大學教育資助委員會（UGC）、印度國家教育研究暨培訓委員會（NCERT）、中央中等教育委員會（CBSE）及印度學校證書考試委員會（ICSE）發佈的指示，皆明確規範得參與標準化考試考生的合格年齡 - 於特定學年的5月30日前年滿15歲者，具備參加中學畢業證書考試的資格。於同日年滿17歲者，則具備參加高等中學畢業證書考試的資格。此外，規定亦指出完成高等中學教育的考生即可申請就讀大學教育資助委員會（UGC）管轄下的高等教育機構。
印度的中等教育著重於考試，而非課程本身：學生選課的主要目的是為準備參加由中央舉辦的考試。中學教育分為兩個階段（9-10年級，及11-12年級），並於10年級及12年級結束時，舉行全國性標準化考試（俗稱"會考（board exams）"）。10年級的考試成績，可用於申請中學11-12年級、大學預科，或職業技術學校的入學資格。通過12年級的會考，即可獲得中學畢業文憑，可用於申請國內或國際的職業學校或大學。
印度多數學校受限於預算，無法提供科目及排課的彈性（例如印度11-12年級的學生，通常無法同時選修化學及歷史，因其分屬不同"學科領域"）。一般而言，自行學習的人（即未在學校就讀者）不得報名參加會考，但參與國家開放教育學院（National Institute of Open Schooling，NIOS）等機構者為例外，得報名參加。
參加10年級會考的學生，通常選修5至6門科目：兩門語言（其中至少一門為英語/印地語）、數學、科學（通常以物理、化學及生物3個獨立科目授課，但以單一科目評分）、社會科學（包含歷史、地理、經濟學及政治學四部分，並以單一科目評分），以及一門依教師授課能力而定的選修科目。選修科目通常包含電腦應用、資訊科技、商業、繪畫、音樂及家政學。
參加12年級會考的學生，通常選修5至6門科目，其中英語或地區語言為必修。10年級後重新入學多數中學的學生，除語言科目外，須從以下"核心學科領域"中擇一選修：
- 理科： 數學、生物、物理、化學、電腦科學、生物科技、體育
- 商科： 會計學、商業研究、經濟學、創業學、資訊實務、行銷、零售、金融市場管理
- 人文/藝術： 歷史、政治學、社會學、心理學、地理學、法律研究、美術、音樂、舞蹈

實際選擇依各校規定。選擇理科的學生，於12年級將學習至單變數微積分（single-variable calculus）的數學課程。
印度多數著名大學，除要求學生通過中學畢業會考，還需通過大學自行舉辦的入學考試後方可入學。在印度，高中成績通常不足以作為大學入學的標準。常見的大學入學考試有聯合入學考試（JEE）、國家資格暨入學測驗（大學部）（NEET），以及近期推出的大學聯合入學測驗（CUET）。

## 印度高等教育

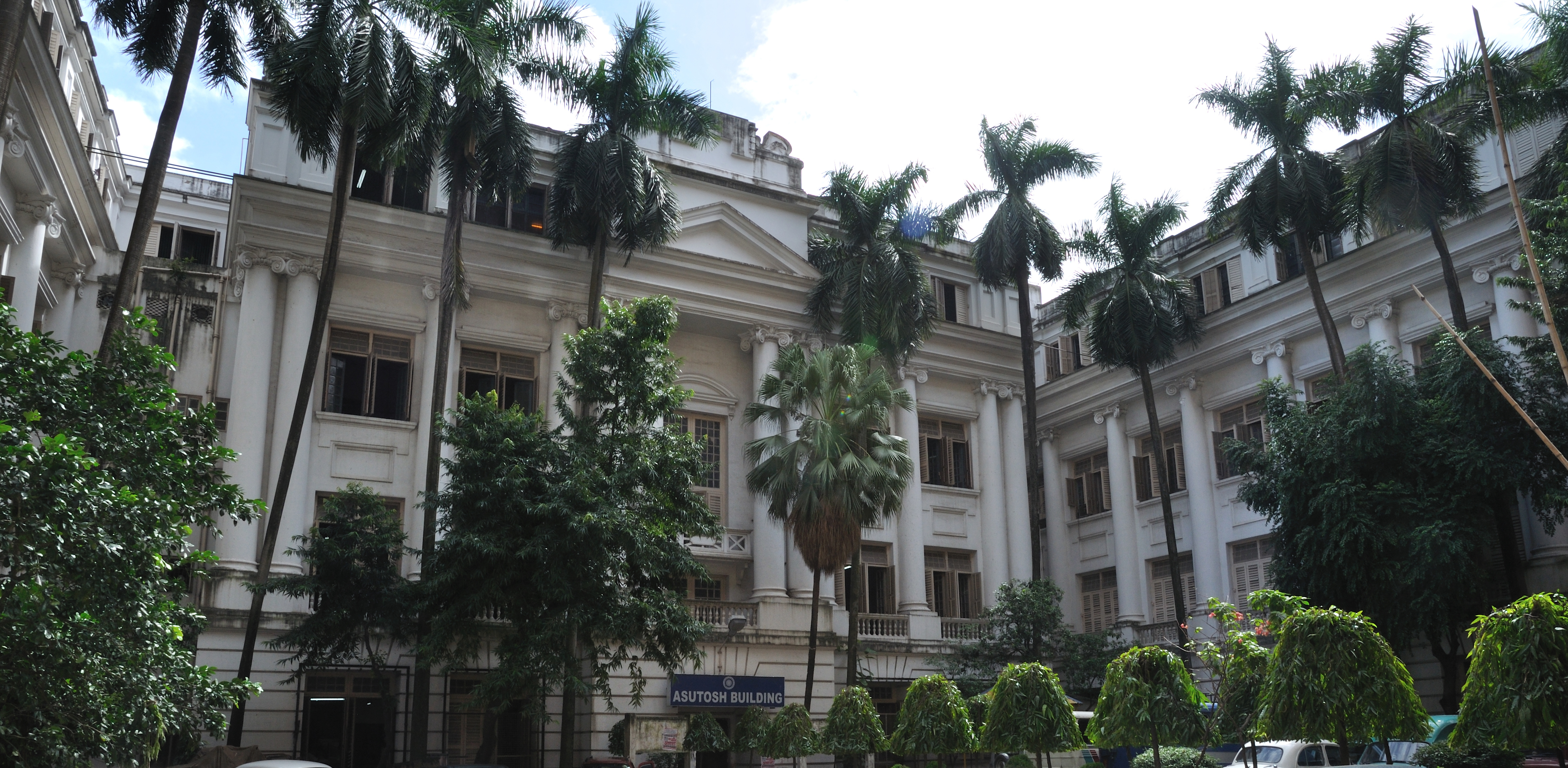
於1857年成立的加爾各答大學，為亞洲首間多領域、世俗化的西式教育機構。

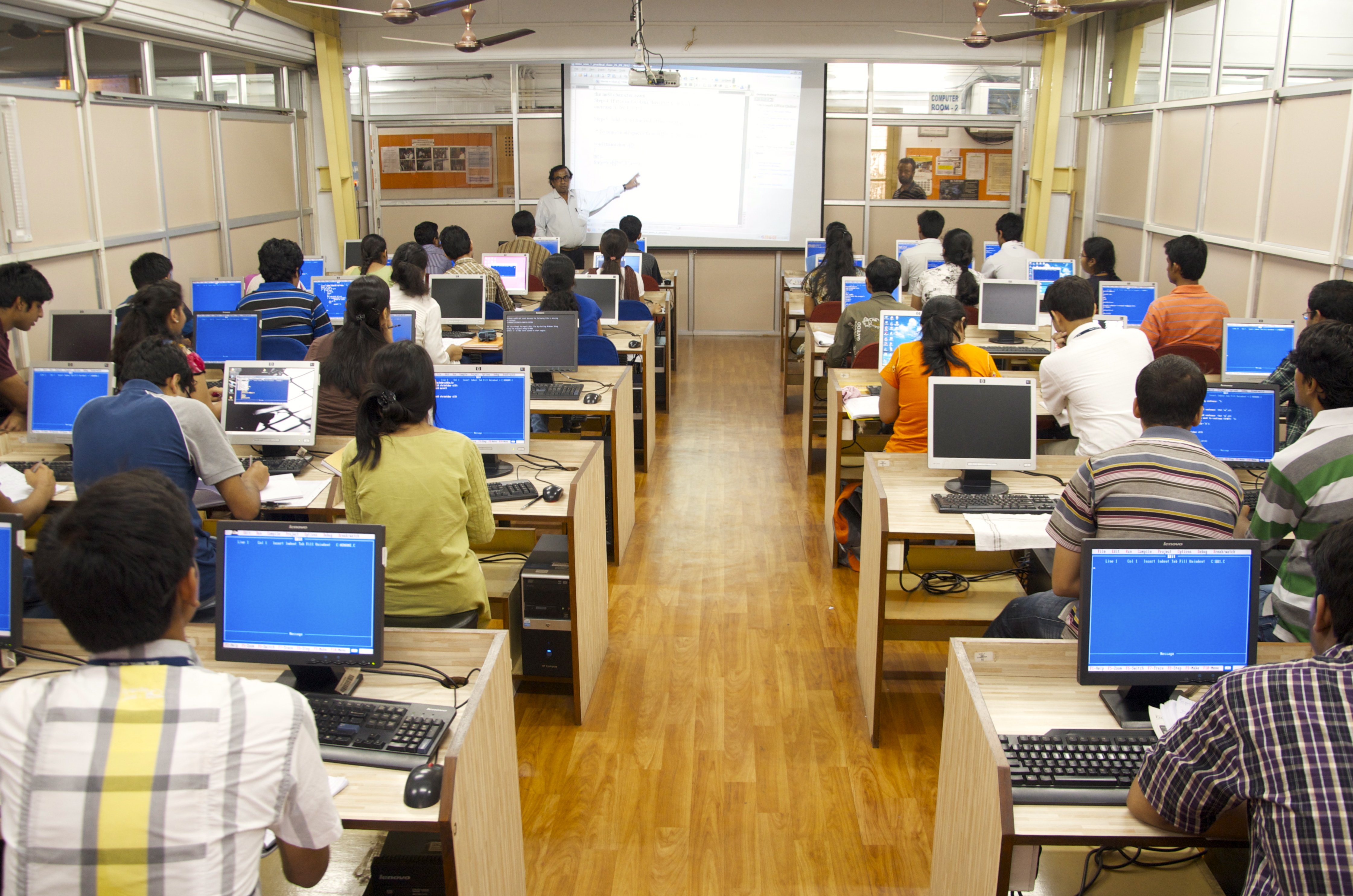
於加爾各答一所大學內的電腦課程

學生可選擇接受職業教育，或是接受大學教育。

### 職業教育
根據全印度技術教育委員會（AICTE）的報告，印度於2013年擁有超過4,599所職業教育機構，提供建築、工程、酒店管理、基礎建設、藥學、科技及城鎮服務等領域的學位、文憑及專科後文憑。這些學校的總入學人數為1,740,000人。
根據大學教育資助委員會（UGC）的統計，2010年科學、醫學、農業及工程學的總入學人數突破650萬。自2001年起，印度選擇工程學的女性人數已翻倍。

## 高等教育

印度管理研究所加爾各答分校。

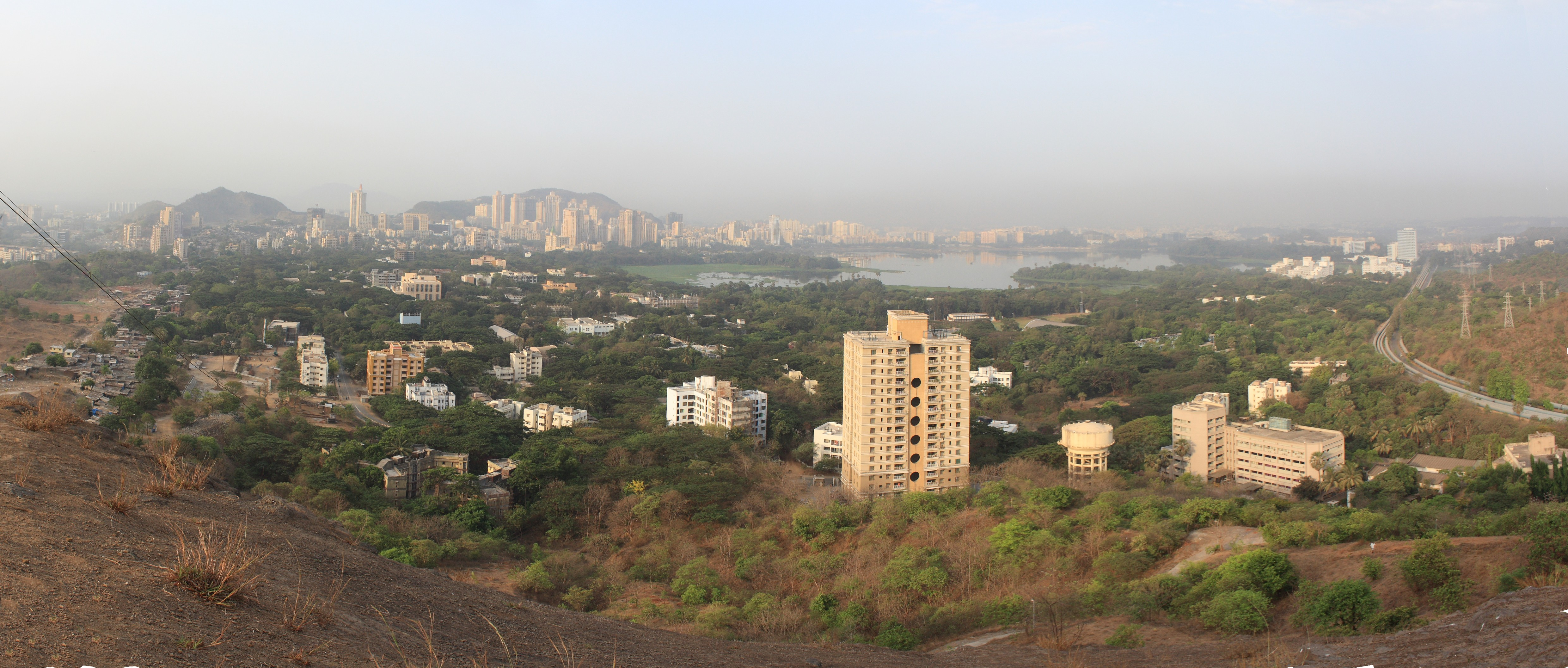
印度理工學院孟買分校。

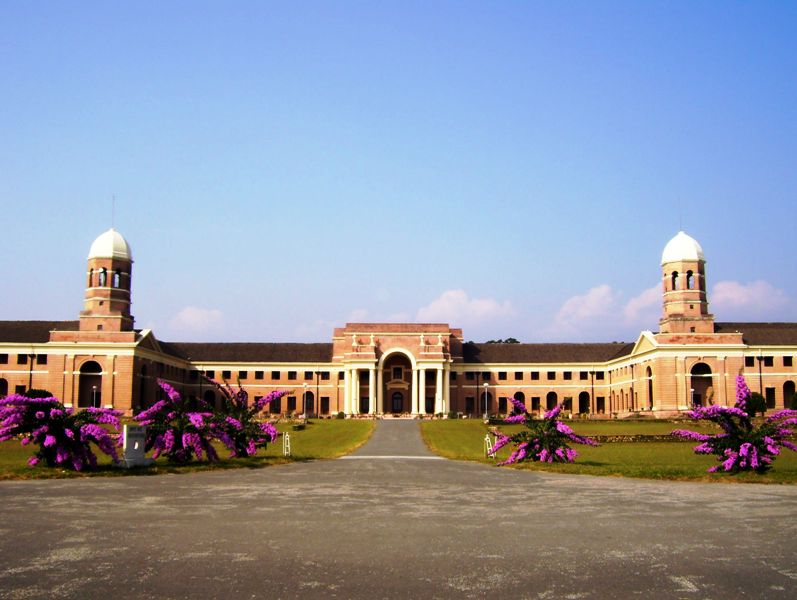
印度森林研究所。

通過高等中學考試（12年級會考）後，學生可註冊普通學位課程，如文學、商學或理學學士學位（大學畢業），或專業學位課程，如工程、醫學、護理、藥學及法律學士學位。印度的高等教育體系規模排名世界第三，僅次於中國及美國的。高等教育的主要管理機構為印度大學教育資助委員會（UGC），負責落實相關標準，向政府提供政策建言，並協助中央及邦政府在碩士及博士（PhD）階段進行協調。高等教育的認證，則由大學教育資助委員會設立的12個自治機構監督。

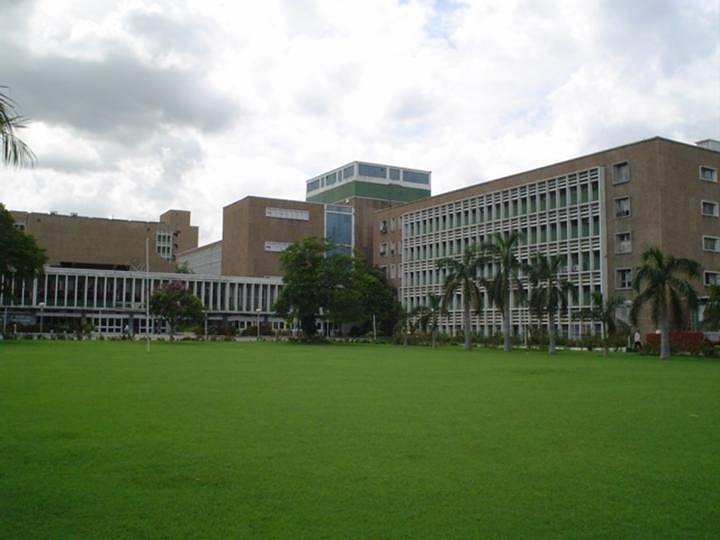
新德里全印醫學科學研究所

迄2012年，印度擁有152所中央大學、316所邦立大學及191所私立大學。隸屬於前述教育機構的還有33,623所學院（包含1,800所女子學院），另有12,748所提供文憑課程的機構。高等教育階段的重點領域為科學及技術。迄2004年，印度教育機構中已有大量的技術學院。遠距教學亦為印度高等教育體系的特色之一。印度政府已推動國家高等教育使命，提供邦立高等教育及技術機構策略性經費。總計將有316所邦立公立大學及13,024所學院納入此計畫。
部分印度教育機構，如印度理工學院（IITs）及國立理工學院（NITs），其工程學大學部教育水準已獲國際肯定。其他基礎研究機構，如印度科學理工學院（IISc）、印度科學培養協會（IACS）、塔塔基礎研究院（TIFR）、哈里什-錢德拉研究所（HRI）、賈瓦哈拉爾·尼赫魯高等科學研究中心（JNCASR）及印度科學教育暨研究學院（IISER），在基礎科學及數學領域的研究水準，亦備受讚譽。然而印度無論在公私立部門，仍未建立出世界級的大學。
印度除未建立具競爭力的世界級頂尖大學外，又存在許多以營利為目的的學店。UGC及AICTE等監管機構正積極致力於剷除未經隸屬或認可，擅自開設課程的私立大學亂象。印度政府尚未能有效遏止由大型商人及政客經營的"教育商店"。許多私立學院及大學未達政府及中央機構（UGC、AICTE、MCI、BCI等）所訂定的標準，並以欺騙手段招攬學生。例如，由於該國缺乏足夠強力的立法供採取法律行動，有許多機構仍持續開設未經認證的課程。品質保證機制未能有效阻止高等教育中的不實陳述及舞弊行為。而監管機構又同時被指控涉及貪腐，特別是在設立"特許大學（deemed-university）"的案例。
我們的大學體系，在許多方面都呈現衰敗的跡象……全國近一半的地區，高等教育的入學率極低，近3分之2的大學和90%的學院在品質上被評為低於平均水準……我擔心在許多邦，大學管理者的任命，包括副校長，都已經政治化，並且受到種姓和社群考量的影響，已出現甚多有關偏袒和腐敗的投訴——印度總理曼莫漢·辛格於2007年所言。

於甘地納加的古吉拉特邦國立法律大學。

印度政府深知高等教育部門所面臨的困境，而持續推動改革，但仍有15項法案尚待議會討論及批准。 其中，《2013年外國大學法案》最受矚目，該法案的目的在促使外國大學在印度設立校區。法案目前仍在討論階段，即使最終通過，其可行性及有效性仍備受質疑，因其忽略對印度感興趣的國際機構之背景、多樣性及市場區隔。為有效推動印度高等教育國際化，其中一種策略是發展一套一致且完整的政策，以期注入卓越品質、促進機構多樣性，並協助能力建構。
英國出版的高等教育報刊《泰晤士高等教育》於2005及2006年刊出的世界前200強大學排行榜中，印度共有3所大學入榜 - 印度理工學院、印度管理研究所及賈瓦哈拉爾·尼赫魯大學。《[[亞洲周刊 (英文周刊)|亞洲週刊》將6所印度理工學院及比爾拉理工學院，皮拉尼列為亞洲前20強的科學技術學院。位於海德拉巴的印度商學院於2010年倫敦《金融時報》全球MBA排行榜中，位居第12名，而全印度醫學科學院則被公認為全球醫學研究及治療領域的領導機構。美國新聞網站《商業內幕》於2912年將孟買大學評選為全球前50強工程學院之一（排名第41），也是金磚國家（巴西、俄羅斯、印度、中國及南非）中唯一入榜的大學。該校於2013年QS金磚國家大學（Quacquarelli Symonds (QS) 是一家全球性的高等教育分析公司）排行榜中，位居第62名，並在QS印度大學排行榜中，僅次於加爾各答大學及德里大學，為印度第3佳的多學科大學。孟買印度理工學院於2015年4月與聖路易斯華盛頓大學合作，推出首個美印合辦的EMBA課程。

### 技術教育
[[File:IIT Kharagpur Main Building.JPG|[[Indian Institute of Technology Kharagpur|印度理工學院克勒格布爾分校|thumb]]

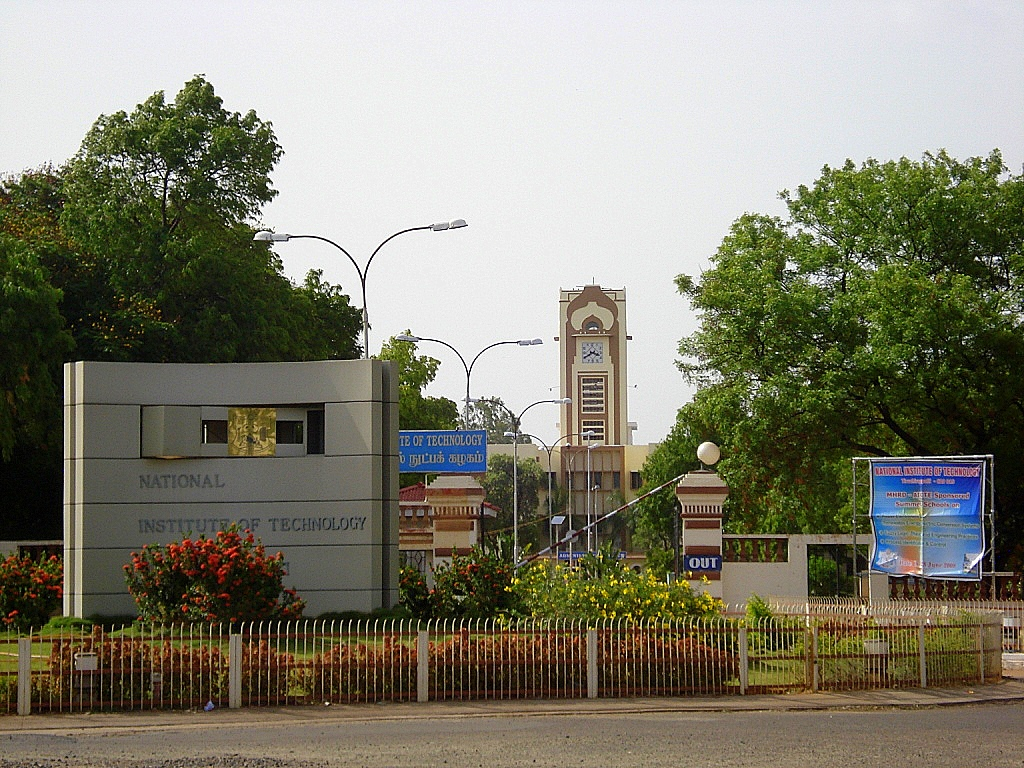
印度理工學院蒂魯吉拉伯利分校（National Institute of Technology, Tiruchirappalli）。

印度自第一個五年計畫起便致力於培育具備科學素養的人才。印度的《國家教育政策》（NPE）明定設立一最高機構，以監管及發展高等技術教育，該機構於1987年經印度國會立法，正式成立全印度技術教育委員會（AICTE）。在中央層級的印度理工學院、印度太空科學技術學院、國立理工學院及印度資訊技術學院，皆被視為國家重點研究院。
印度理工學院（IITs）及國立理工學院（NITs），為印度首屈一指的教育機構。

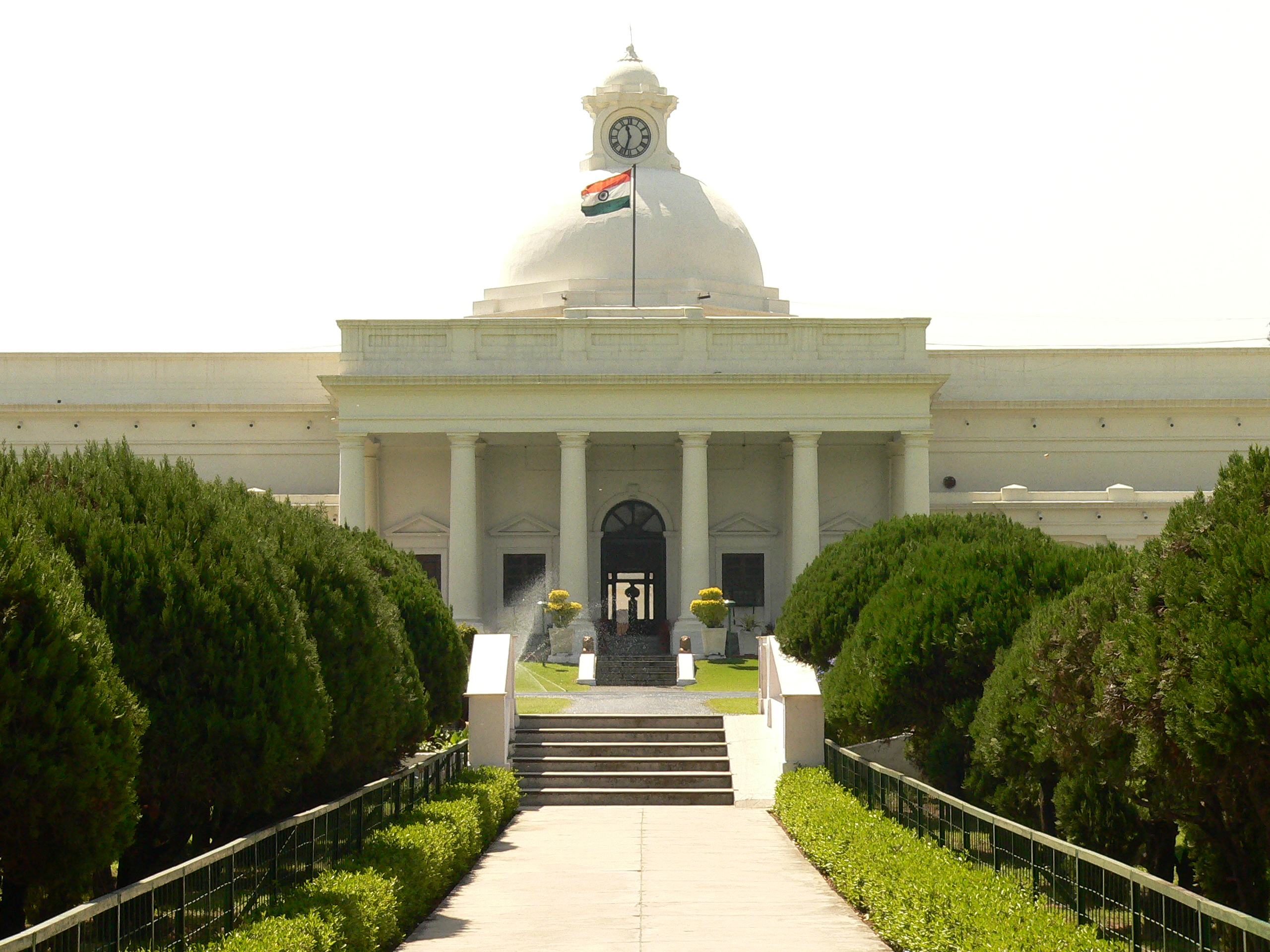
印度理工學院魯爾基分校

UGC於印度各地設立多所大學間中心，以推動共同研究，例如位於新德里賈瓦哈拉爾·尼赫魯大學的核科學中心。此外，尚有部分英國時期設立的學院，如位於北方邦坎普爾的哈考特·巴特勒理工學院，以及位於北方邦勒克瑙的喬治國王醫科大學，皆為重要的高等教育中心。
除前述機構外，為促進技術教育的發展，許多受認可的專業工程學會也提供輔助，例如：
1. 印度工程師學會（英语：Institution of Engineers (India)）
2. 印度土木工程師學會 (Institution of Civil Engineers (India))
3. 印度機械工程師學會（英语：Institution of Mechanical Engineers (India)）
4. 印度化學工程師學會（英语：Indian Institute of Chemical Engineers）
5. 印度電子和通信工程師學會（英语：Institution of Electronics and Tele-Communication Engineers）
6. 印度金屬學會（英语：Indian Institute of Metals）
7. 印度工業工程師學會（英语：Indian Institution of Industrial Engineering）
8. 印度城鎮規劃師學會 (Institute of Town Planners (India))
9. 印度建築師學會（英语：Indian Institute of Architects）

這些學會為欲提升技術資格的在職專業人士，舉辦不同層級（學位及文憑）的工程/技術考試。
印度於2011年的技術學院畢業生人數突破70萬，較於2010財政年度的55萬有所增長。然而有一項研究報告指出，75%的技術畢業生及超過85%的普通畢業生，缺乏印度有高需求及高成長全球產業（如資訊科技（IT））所需的技能。[印度於2009年的勞動人口中，僅不到1%受僱於印度資訊科技產業（約230萬人）。但截至2023年，估計已約有540萬人受僱於此產業，但把印度人口的快速增長列入考慮，此數字僅為印度勞動人口的0.4%。由於大量學生追求工程、科學和數學領域的教育，印度在滿足巨大的就業需求和確保畢業生具備高品質之間，仍有挑戰需要克服。

## 學校教育體系
印度的教育屬於中央與邦政府的並行項目，表示兩造政府皆有責任制定及實施教育政策。中央委員會及多數邦委員會，皆統一遵循"10+2"學制。:3在此學制下，學生教育的前10年於學校度過，後兩年則於初級學院（馬哈拉什特拉邦的稱法）或高等中學（多數其他邦的稱法）就讀。:44選擇繼續深造的學生，將進行3年的學士學位學習。前10年再細分為8年的初等教育（5年小學及3年中學）、2年的中等教育，之後再2年的高等中學或初級學院。:5此學制源於1964-66年教育委員會的建議。
印度教育機構分為兩類：1) 認可機構 - 包含小學、中學、特殊學校、中等學校、學院及大學（遵循大學或委員會所訂定的課程，並接受相關機構的檢查），2) 未認可機構 - 不符合認可機構所述條件的機構。

### 行政管理

#### 政策
教育政策分別由中央政府和邦政府制定。1986年的《國家教育政策》（NPE）規定在印度中學系統中納入環境意識、科學技術教育以及瑜伽等傳統元素。印度中學系統的一個重要特點是強調將社會弱勢群體納入其中。通常會邀請知名機構的專業人士來支持職業培訓。印度中學系統的另一特點是強調以職業為基礎的職業培訓，以幫助學生獲得其選擇職業的技能。[一個重要的新特點是將國家中等教育使命擴展到中等教育。國家中等教育使命是印度政府為實現中等教育普及化（USE）目標而採取的最新倡議。其目的在於擴展並提升至10年級（class X）的中等教育水準。

#### 課程和學校教育委員會
印度國家技能發展署（NSDA）建立的國家技能資格框架（NSQF），為一套品質保證架構，將學生透過正規或非正規管道所習得的技能水平進行評級及認可。
學校委員會負責制定課程，且主要於10年級及12年級舉辦標準化考試，以頒發學校文憑。其餘年級的考試，則由各學校自行辦理。
- NCERT（印度國家教育研究暨培訓委員會）： NCERT位於印度首都新德里，是最高主管機關。該委員會負責監督印度全國的學校教育課程。[130]NCERT為印度多所學校提供支援、指導及技術協助，並監督教育政策的諸多執行層面。[131]管理各邦特定課程的機構，則稱為SCERTs（邦政府教育研究暨培訓委員會）。
- SCERT（邦級教育研究暨培訓委員會）： 多數邦政府皆設有至少一個邦委員會以監督中等教育。然而，部分邦，如安德拉邦，設有多個委員會，而聯邦屬地，如昌迪加爾、達德拉-納加爾哈維利和達曼-第烏、拉克沙群島及朋迪治理，則未設立委員會，而是與較大的邦共享服務。委員會為其附屬學校制定1至12年級的課程。課程因邦而異，更具地方特色，除英語外，亦以地區語言進行考試 - 通常認為其嚴謹程度不及中央中等教育委員會（CBSE）或印度學校證書考試委員會/印度學校證書（ICSE/ISC）等國家課程。多數委員會於學生在10年級及12年級舉辦考試，但部分委員會甚至於學生在5年級及8年級即舉辦考試。
- CBSE（中央中等教育委員會）： CBSE負責為其附屬學校制定9至12年級的課程，並舉辦10年級及12年級學生的考試。修讀CBSE課程的學生，分別於10年級結束時參加全印度中學考試（AISSE），於12年級結束時參加全印度高級中學證書考試（AISSCE）。考試有印地語及英語兩種語言選項。
- CISCE（印度學校證書考試委員會）： CISCE為其附屬學校制定1至12年級的課程，並舉辦3項考試，分別為印度中學證書考試（ICSE – 10年級/班級）、印度學校證書考試（ISC – 12年級/班級）及職業教育證書考試（CVE – 12年級/班級）。CISCE的英語水準已可與英國的A-Levels相提並論。此委員會提供更廣泛的科目選擇。CBSE的10年級及12年級考試，常分別與ICSE及ISC考試進行比較。ICSE普遍認為較CBSE的AISSE（10年級）更為嚴格，但CBSE的AISSCE及ISC考試，在多數科目上水準相近，僅ISC的英語考試，較CBSE的12年級考試略為嚴謹。CBSE及ISC均獲國際認可，多數國外大學接受CBSE及ISC考試的最終成績，作為入學依據及完成中學教育的證明。
- NIOS（國家開放教育學院）： NIOS舉辦兩項考試：中學考試及高等中學考試（全印度），並開設部分職業教育課程。國家教育委員會由印度教育部（MHRD）運作，以開放及遠距教育模式，向鄉村地區及弱勢群體提供教育。NIOS由CBSE發起的一項試辦計畫發展而來，目的在提供優質且負擔得起的教育，為學生提供直至12年級的教育。科目選擇高度客製化，科目內容與CBSE科目相當。在家自學的學生，通常參加NIOS或國際課程考試，參與NIOS培訓的人不具備參加CBSE或ISC的考試資格。
- 印度教、吠陀及梵文教育（一種以印度教傳統為基礎，強調吠陀經文和梵語學習的教育體系）： 聖者桑迪帕尼國家吠陀學術機構（英语：Maharshi Sandipani Rashtriya Ved Vidya Pratishthan）委員會（MSRVSSB）為一國家級學校教育委員會，負責向附屬學校的學生頒發吠陀布山（10年級）及吠陀維布山（12年級）證書。MSRVSSB證書獲印度大學協會（英语：Association of Indian Universities）（AIU）及全印度技術教育委員會（AICTE）認可，作為進入其他高等教育機構攻讀更高學位的資格。學生除現代科目，亦學習印度教經典、吠陀經、奧義書、阿育吠陀及梵文。印度政府已賦予MSRVSSB法定權力，可對其他組織營運之吠陀與梵文學校進行認證與認可。[132]
- 伊斯蘭學校： 其委員會受當地邦政府管轄，或是自治，或是附屬於德奧班德達魯爾烏盧姆（英语：Darul Uloom Deoband）（位於印度北方邦德奧班德的一所伊斯蘭大學和神學院）。
- 自治學校： 如伍德斯托克學校（英语：Woodstock School）（一國際學校）、於朋迪治里的奧羅賓多修道院、維斯瓦·巴拉蒂大學及阿南達瑪迦古魯庫拉（Ananda Marga Gurukula） - 基於阿南達瑪迦信念的教育機構。
- 國際文憑組織（IB）及劍橋大學國際考試部（CAIE）： 這些學校多為私立，同時隸屬於印度學校教育委員會，以及國際文憑組織（IB）課程或劍橋大學國際考試部（CAIE）。
- 國際學校： 這些學校依據國際文憑組織、劍橋高級中學考試體系，或其本國學校委員會（如外國大使館或外籍人士社群所辦理），提供10年級及12年級標準考試。

#### 午餐計畫

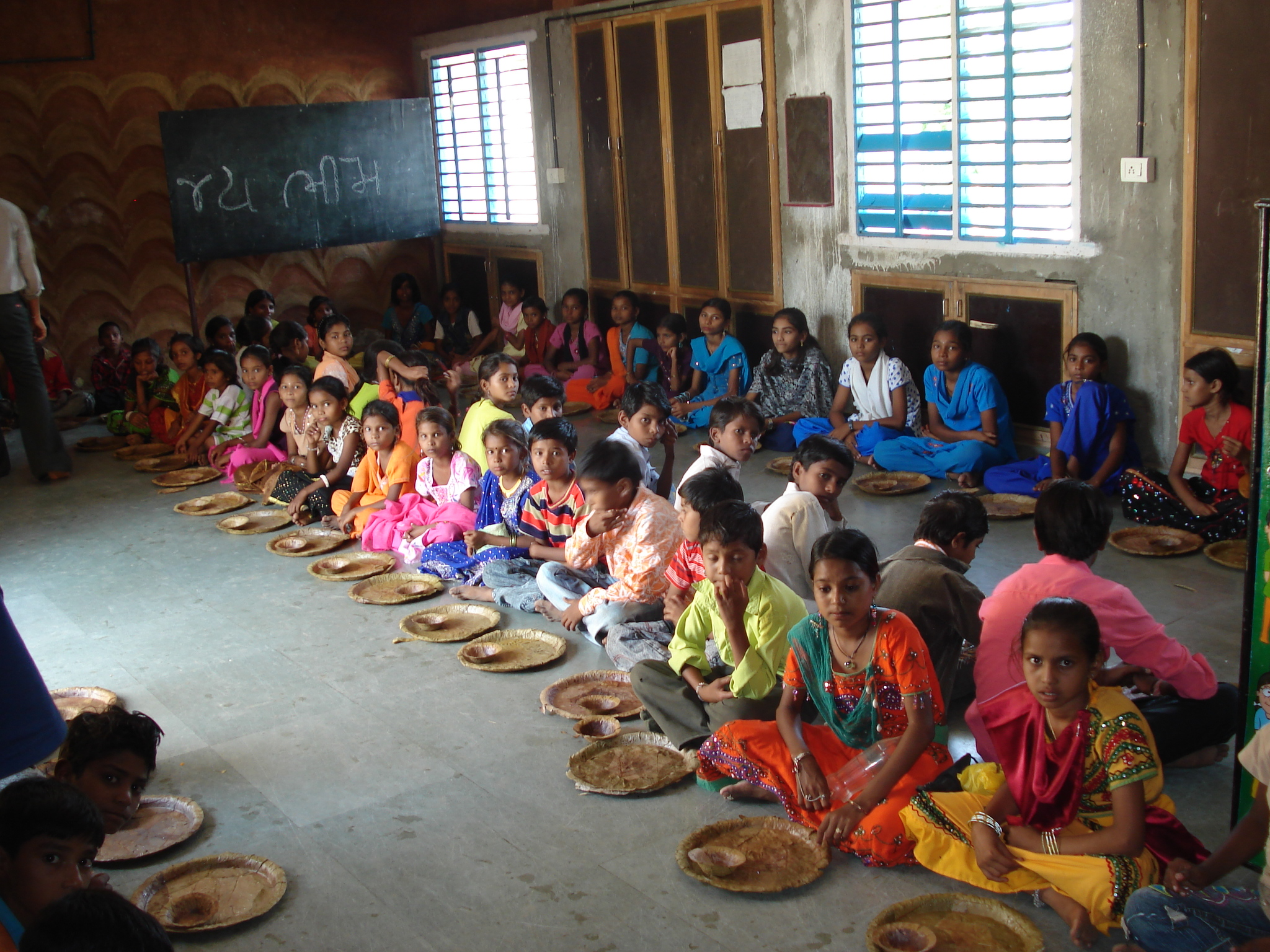
在古吉拉特邦賴卡小學的學校午餐。

午餐計畫為印度政府推行的學校供餐計畫，目的在透過於上課日，為政府、政府補助、地方機構、教育保障計畫，以及國家中等教育使命支持的另類創新教育中心、伊斯蘭學校及馬克塔布（Maqtabs，伊斯蘭初級學校），還有印度勞工及就業部運作的國家童工計畫學校的小學及高年級班級學童，提供免費午餐，以改善全國學齡兒童的營養狀況。此計畫層為超過1,265,000所學校及教育保障計畫中心的120,000,000名學童提供服務，為全球規模最大的計畫之一。
印度為達成改善貧窮兒童健康及教育的雙重目標，推行一項規模宏大的計畫，於公立及政府補助的小學提供午餐（MDM）。此計畫的行政及後勤責任相當龐大，因此將向目標受益人提供食物券或支付代金視為一種替代方案。
印度政府於COVID-19大流行期間，雖然全國受到封鎖及學校停課，仍編列特別預算，以持續提供孩童營養補給。然而，眾多專家對疫情期間午餐計畫於基層的執行成效，以及其為學童帶來的實際助益，抱持不同看法。

#### 教師培訓
此外另有印度國家教育規劃與行政大學（National University of Educational Planning and Administration，NUEPA）及國家教師教育委員會（NCTE），負責教育體系的運作管理及教師資格認證。

### 學校類型

#### 公立學校
印度多數孩童於政府運作之學校就讀。14歲以下孩童/青少年於社會與經濟層面上享有免費教育。印度教育部發佈的2017年數據顯示，於20個邦中，有65.2%（1.13億）的學生就讀於公立學校。這些學校包含邦及地方政府，以及中央政府所運作的學校。大型中央政府營運的學校體系，例如：教育部運作的中央學校組織 、主要供農村學生就讀的賈瓦哈爾納沃達亞學校）、及屬於弱勢種姓/表列部落/其他落後階層女孩就讀的卡斯圖爾巴·甘地女子學校，以及印度陸軍為軍人子女所營運的印度陸軍公立學校。
中央學校（Kendriya Vidyalaya）計畫是為部署於印度全國各地的中央政府僱員所設立。政府於1965年啟動中央學校計畫，以提供統一教育，使遵循相同教學大綱的機構，得以相同進度授課，不受僱員家庭調動地點的影響。

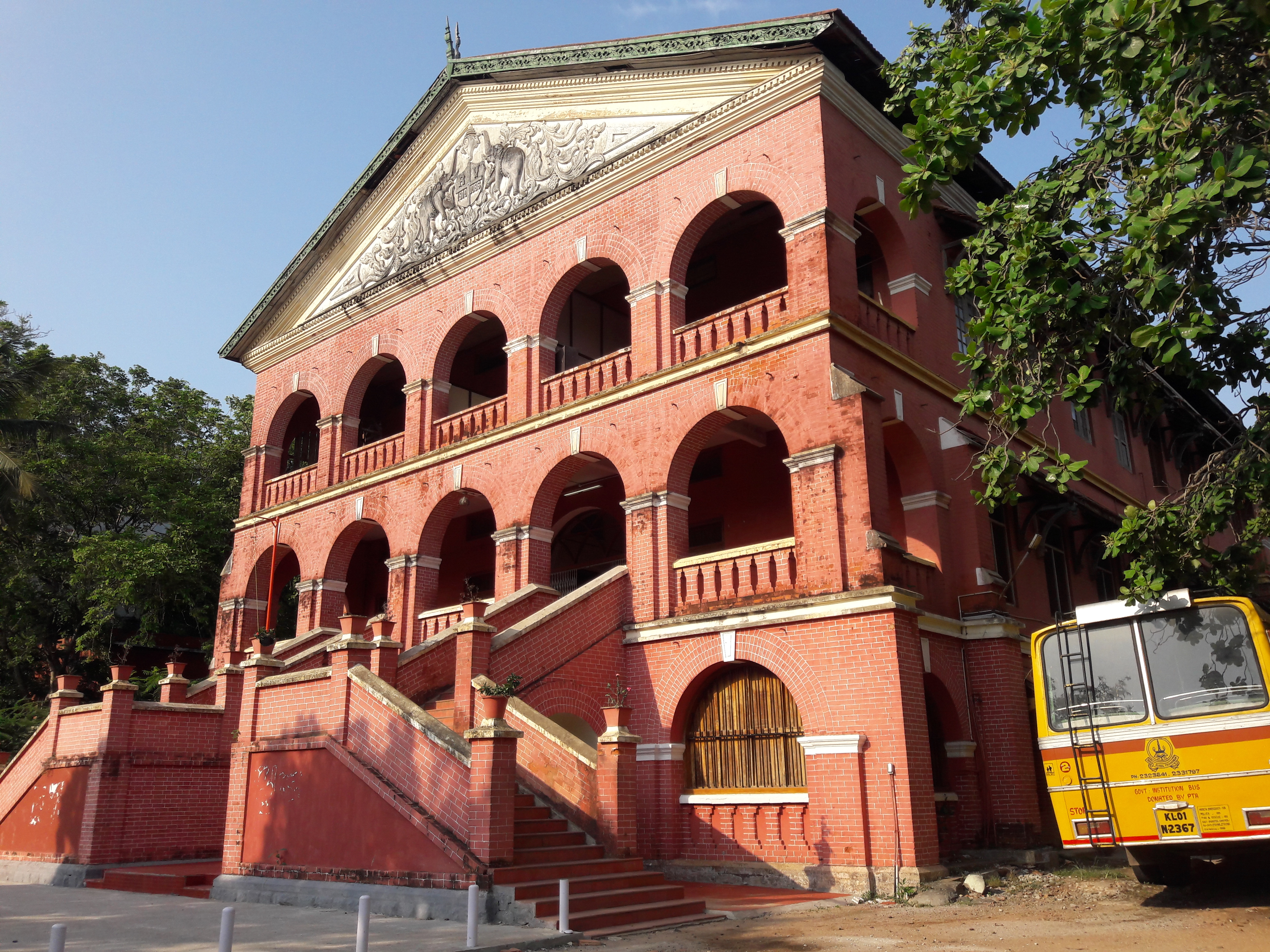
提魯沃嫩塔布勒姆政府模範高級中學，是由喀啦拉邦政府在提魯沃嫩塔布勒姆經營的最古老的學校之一。

#### 政府補助私立學校

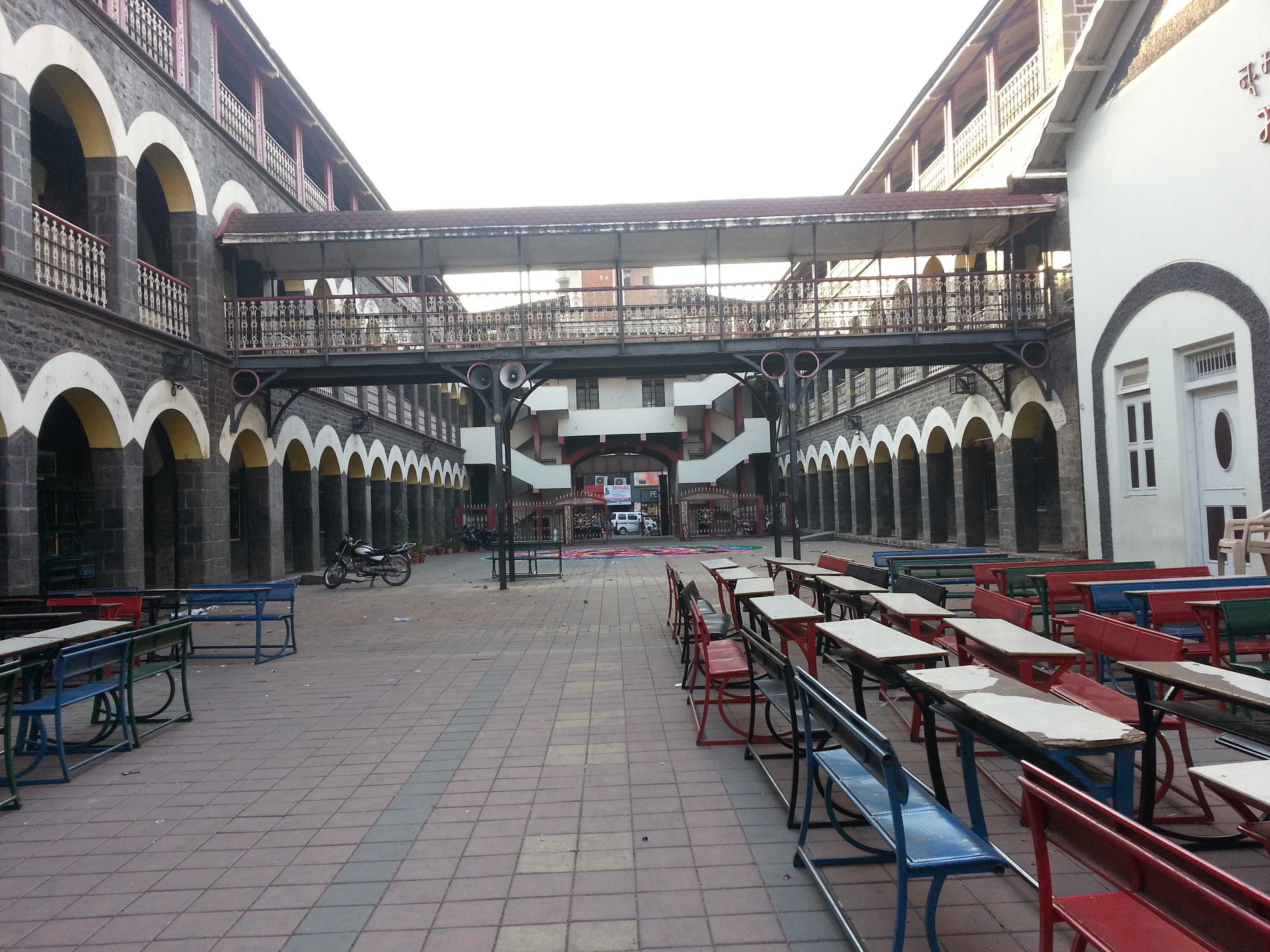
由政府資助的慈善信託管理的新馬拉地語學校，是馬哈拉什特拉邦浦那最古老的學校之一。

這些學校通常由慈善信託運作，並接受政府的部分資助。最大的補助學校系統由德安南學院管理委員會管理。

#### 私立學校（未接受補助）

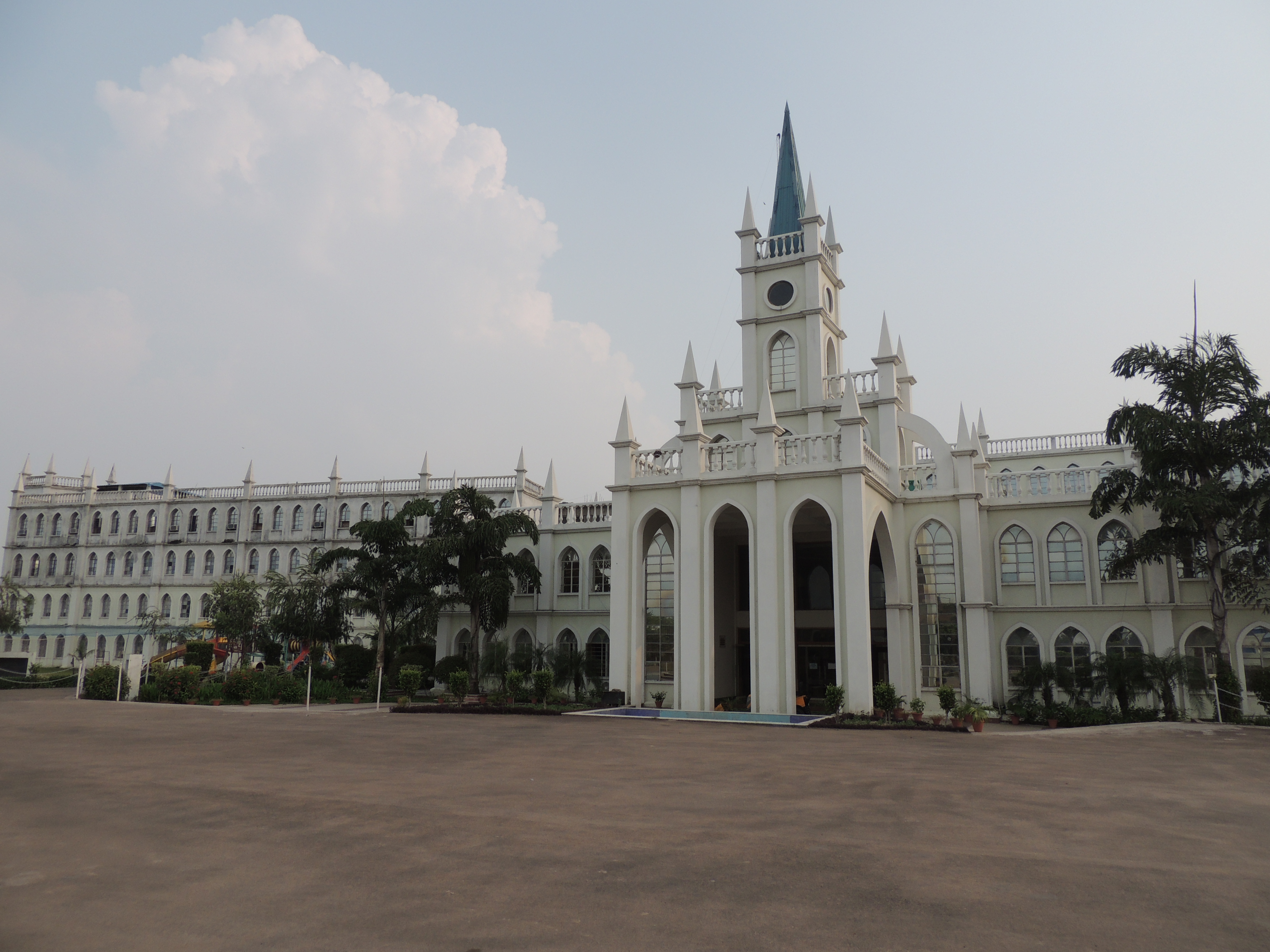
德里公共學校協會所屬，位於坎普爾阿扎德納格爾的分校。

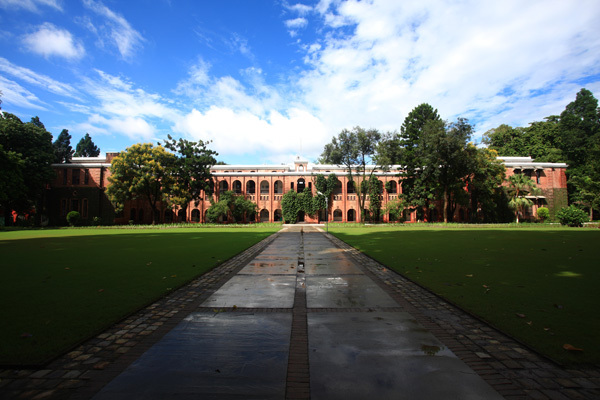
於北阿坎德邦的杜恩公學。

根據一項調查估計，印度於2014年有29%的兒童接受私立教育。由於超過50%的兒童於都會地區就讀私立學校，都市教育的重心已轉向私校。即使在鄉村地區，於2004-5財政年度也有近20%的兒童就讀私立學校。

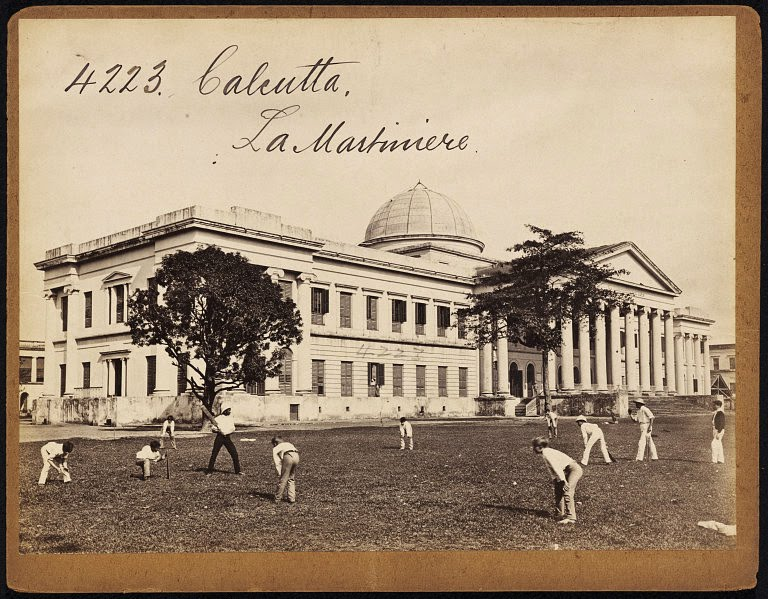
加爾各答拉馬丁尼爾學院是一所印度有名的私立學校（提供從幼兒園到高中（12年級）的教育）。

多數中產階級家庭會將子女送往私立學校，主要在其居住的城市就讀，亦有選擇寄宿學校者。私立學校自英國統治印度時期便已設立，位於清奈的聖喬治學校為印度歷史最悠久的私立學校。此類學校通常以英語教學，但印地語或邦官方語言亦為必修科目。學前教育大多由系統化的社區幼兒園和若干連鎖幼教機構提供。由於瑪麗亞·蒙特梭利曾於第二次世界大戰期間居留印度，蒙特梭利教育法在印度亦相當普及。於2014年，清奈前10大幼兒園中，有4所為蒙特梭利幼兒園。
許多私立擁有及管理的學校，皆冠以"公立"之名，例如德里公立學校或弗蘭克·安東尼公立學校（Frank Anthony Public Schools）。這些學校的模式，是仿效英國公立學校，英國公立學校指的是英國一群歷史悠久、收費高昂且具排他性的私立獨立學校。
部分研究指出，私立學校往往以高於公立學校單位成本數倍的支出，取得更卓越的成效。其原因為具備更高的目標與更佳的遠見。然而，其他人則指出，私立學校未能向最貧困窮家庭提供教育。對於來自同一家庭、一個孩子就讀私立學校，另一個孩子接受政府教育的研究發現，他們的成就幾乎沒差異。使得一些分析師認為，私立學校普遍取得更好的考試成績，主要是因為在私立學校受教育的孩子往往來自比政府學校受教育的同儕更富裕的家庭，因此享有"背景優勢"。例如，這些優勢可能包括在家中擁有更多的教育資源。
學校市場的競爭非常激烈，但大多數學校都能獲利。然而，印度的私立學校數量仍然很少 - 私立學校的市場佔比為7%（小學高年級為21%，中學為32% - 資料來源：堡壘團隊研究）。即使是最貧困的人也經常送子女去私立學校就讀，縱然公立學校是免費的。一項研究發現，海德拉巴貧民窟有65%的學齡兒童就讀私立學校。

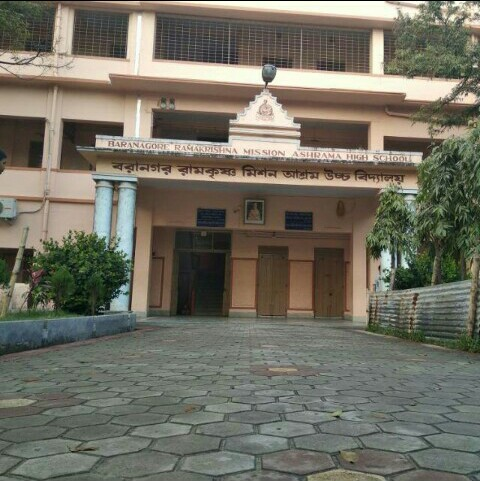
位於加爾各答的巴拉納加爾羅摩克里希納傳道會靜修處高級中學。

#### 國際學校
截至2015年1月，國際學校諮詢機構（International Schools Consultancy，ISC）列出印度擁有410所國際學校。ISC對"國際學校"的定義如下："如果一所學校在非英語系國家，以英語（全部或部分）向任何學前、小學或中學學生提供課程，或者在英語為官方語言之一的國家，提供非該國國家課程的英語授課課程，且具有國際化導向，則納入國際學校的範疇。"包含《經濟學人》在內的出版物都採用此定義。

### 在家自學
印度允許在家自學，但此選項較少被採用，且經常引發教育界人士討論。印度政府對這個問題的立場是，如果父母願意，且有能力，他們可在家教育孩子。時任印度人力資源發展部部長卡皮爾·西巴爾（ Kapil Sibal ）曾表示，雖然印度有2009年兒童免費義務教育權利法，如果有人決定不送孩子去學校，政府也不會干預。

### 非政府組織在教育領域的工作
非政府組織在印度教育領域的工作大致涵蓋4個方面 - 試行多級教學方法（尤其在農村地區）、改善學習環境、教師培訓和支持，以及建立更強大的學校-社區聯繫。
非政府組織在教育領域的參與對向資源匱乏的社區（如表列種姓、表列部落、城市貧民、從事童工的兒童、殘疾兒童等）提供有針對性的行動有重要作用。全民教育運動（SSA）認可非政府組織在確保教育機會方面發揮的作用，特別是對於殘疾學生。非政府組織透過領導殘疾人士的倡議運動或在農村地區為殘疾兒童提供各種援助，為SSA提供助力。
非政府組織在全民教育運動中也與政府合作，以接觸被排除在主流教育之外的兒童，包括移工子女、童工、輟學生、居住在內亂地區的兒童和女童。印度在教育和識字領域運作的註冊非政府組織有79,960個。在全民教育運動（SSA）框架下的合作，可藉由中央及邦政府的經費挹注、經指定之國家與邦資源機構提供經費之活動，或參與各村教育委員會之社區活動等方式達成。
參與基層教育的非政府組織通常透過地方治理機構（如潘查亞特拉傑）提供服務，並強調社區參與以確保品質。
非政府組織也與邦政府合作，以推動教師培訓。許多非政府組織與當地地區教育培訓機構建立合作夥伴關係。瑞詩谷教育資源學院（Rishi Valley Institute for Educational Resources，RIVER）已與印度多個邦的學區合作，提供多級、多層次的培訓方法，以滿足偏遠單間學校的需求。中央邦的埃克拉維亞基金會自1987年以來一直與邦教育研究和培訓委員會合作，透過強調科學領域的技能發展和實踐學習，培訓教師，促進兒童學習。
非政府組織歷來與非正規教育（NFE）計畫相關聯，既提供替代教學方法，也提供主流教育的替代方案。
關於非政府組織參與教育的研究，對把非政府組織模式納入正規學校教育的做法提出批評，認為這是一種低成本選擇，需要建立制度機制以避免削弱國家在提供初等教育方面的財政責任。非政府組織計畫的成本效益仍有待確定。在一些研究中，非政府組織被證明在全球南方（參見南北分歧）更具成本效益，但人們也提出擔憂，因為此乃透過犧牲倫理道德達成，如低薪聘用非政府組織員工。

## 印度的開放與遠距學習
開放學校教育是一種教育制度，允許個人透過彈性且可延伸的學習模式來完成學業。此制度主要針對因工作、經濟困境或其他個人因素而無法參與正規學校教育的學生。國家開放教育學院（NIOS）是印度最大的開放學校教育體系，在印度教育部的主持下運作。NIOS在中學（10年級）和高中（12年級）階段提供各種學術和職業課程。它採用以學習者為中心的教學方法，利用開放和遠距學習方法達成目的。
除國家開放教育學院（NIOS）外，如喀拉拉邦等邦亦設有各自之開放學校教育委員會，提供相仿之彈性學習與認證機制。由NIOS或邦開放教育委員會所頒發之證書與資格，獲印度國內外各教育機構、學院及大學認可，且與正規學校教育所取得之證書具相同效力。印度透過開放與遠距學習中學及高中課程的學生共有140萬名。
對於錯失完成學校教育機會的人士，錫金邦開放學校教育暨技能委員會（BOSSE）與國家開放教育學院（NIOS）在學校層級提供持續教育的機會。各邦政府也於2012年推出邦層級開放學校計畫，以提供遠距教育。
印度人力資源發展部和各教育機構免費提供大規模開放線上課程。

### 線上教育
印度的線上教育始於COVID-19大流行期間。然而只有一小部分印度人口能夠接觸到這類課程。印度人力資源發展部最近啟動"印度線上學習"（Bharat Padhe Online）計畫。因為印度經歷好幾波COVID-19大流行，印度政府因而實施過全球為期最長的學校停課。這些停課凸顯在城鄉之間、男女之間在線上學習資源取得與運用上的顯著不平等。大學教育資助委員會在2018年7月4日發佈《大學教育資助委員會（線上課程或計畫）條例》。遠距教育局開始批准高等教育機構以完全線上模式提供證書、文憑和學位課程。此為印度高等教育領域中一項里程碑式改革行動 。

### 演進
COVID-19疫情迫使印度各地學校與大學停課，師生須迅速調整以維持學習進度。線上教育隨之蓬勃發展並扮演關鍵角色，協助眾多學子持續學業。此一轉變不僅確保學習不致中斷，更展現出線上教育的巨大潛力。

## 聽障族群教育

### 印度聽障族群教育史
印度擁有極為豐富的多元文化，包含8大主要宗教、數百個民族群體，以及21種語言與數百種方言。這種多樣性使得印度在數代以來為聽障（或聽力受損）（DHH）人士提供教育面臨挑戰。
印度聽障教育歷史悠久，然而在此的教育方式，並未有統一及明確的方針。此現象源於部分與全球相似的狀況，以及印度獨有的因素。舉例而言，印度獨立前，缺乏針對身心障礙者的明確法律與保障。獨立後，身心障礙者權益雖有所進展，但此議題仍未獲全面解決。
印度在獨立前僅有24所聾人學校，且均採用口語教學法。當時普遍認為使用手語將阻礙聾童聽力與口語發展。此外因印度缺乏統一的手語，各地學校所使用的手語均有差異。
印度獨立後，聽障人士所能取得的服務與資源有所增加，然而教育上的挑戰依舊存在。全國各地皆有組織致力於推廣並提升聽障者的教育品質。

### 聽障兒童之教育
雖口語教學法於印度佔主導地位，此教學法鼓勵口語表達與聽力訓練，然對聽障孩童而言，通常不切實際。
印度手語（ISL）雖已存在，卻未獲政府正式認可，且內容尚不完整。各地手語有所差異，且專業人士及教育工作者多不鼓勵使用。過去認為手語將阻礙聽障孩童聽力及口語潛能發展之觀念，至今仍存。近年來，鼓勵於印度推廣手語並於學校中教授之觀念逐漸興起。印度首部手語詞典於2017年正式推出。
基於前述挑戰及對手語之既定觀念，印度聽障人士之教育，往往著重於教導孩童聽、說及讀唇，此即所謂之口語教學法。
印度境內設有普通學校及特殊學校。特殊學校為不同障礙類別之孩童提供教育。特殊學校對聽障孩童而言，可能具備益處，且能提供較普通學校更佳之教育品質。然特殊學校並非每位聾童皆能就讀。有時離開孩童住家過遠。印度鼓勵聽障者使用聽力技術，並強調聽說能力，這使得配戴聽力輔具的孩童，多半被安排至普通學校就讀。一旦孩童配戴聽力輔具，便普遍認為其能在普通學校就讀。但即便配戴聽力輔具，聽障孩童仍需特殊教育之輔助方能成功。此舉使其於普通學校中處於顯著劣勢，並可能導致其於學業、語言及發展方面落後。鑒於此類原因，諸多聽覺受損而童所受之教育品質低落，甚或未曾接受教育，致使這類兒童之文盲率攀升。
印度普通學校與聾校之教育皆存在問題。即使於聾校中，手語亦鮮少教授及使用。有部分學校會使用少量手語，但印度所有聾校皆採用或聲稱採用口語教學法。由於印度社會對手語及整體身心障礙之汙名化與既有觀念，部分聾校被迫秘密教授手語。聾校學童必須嘗試透過聽力或讀唇及書寫方式進行學習。進入普通學校就學的聽覺受損學童也碰到類似的情況。
印度目前約有數百所聾校，且為聽障人士提供職業訓練亦日趨普及。

### 高等教育
印度境內並無專為聽障人士設立的學院或大學。聽障人士之教育往往止於小學階段，且於此階段亦難以有效學習。由於教育資源匱乏，聽障人士求職之路極為艱辛。
印度僅德里大學設有為聽障人士服務的手語翻譯員。

## 教育品質

### 識字率

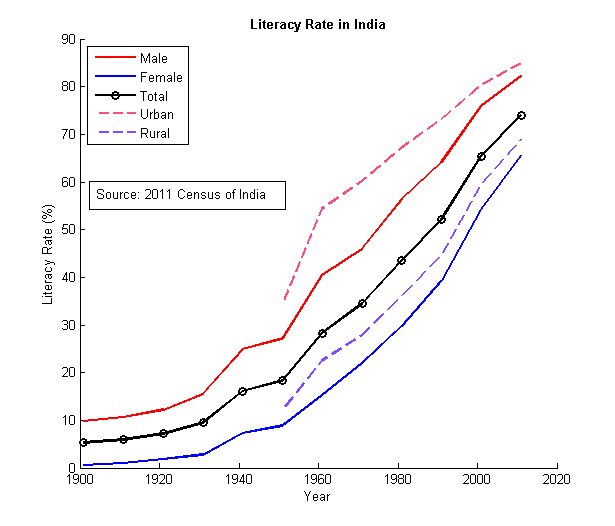
印度人的識字率在1947年獨立前時期增長非常緩慢，而在1991年至2001年間加速。

依據印度於2011年所做人口普查中之定義，"凡年滿7歲，通曉任一語言讀寫並能理解者，即視為識字"。依此標準，2011年之調查結果顯示全國識字率為74.04%。15至24歲年齡層之青少年/青年識字率為81.1%（男性84.4%，女性74.4%），而10至19歲年齡層之男性識字率為86%，女姓的為72%。
印度各邦中，以喀拉拉邦的識字率最高，達93.91%，而比哈爾邦的識字率為61.8%。於2001年取得的資料顯示，印度全國"絕對文盲"人數總計3.04億。識字率的性別間差距顯著，以拉賈斯坦邦為例，為印度女性識字率最低之邦，當地女性識字率為52.66%，男性識字率則為80.51%，兩者間差距達27.85%。

### 就學率
印度截至2011年各級教育之入學率分別為：學前教育58%、初等教育93%、中等教育69%及高等教育25%。
雖然農村地區10歲兒童之初等教育整體入學率頗高，但仍有半數無法進行基礎閱讀，超過60%無法進行除法運算，且半數於14歲時輟學。
印度坦米爾那都邦與喜馬偕爾邦於2009年參與每3年舉辦一次，針對15歲學生之PISA測驗。兩邦的排名皆敬陪末座，分數僅比吉爾吉斯斯坦為高，且較OECD國家之平均水準低200分（兩個標準差）。事件發生後，雖然曾短暫引發針對印度初等教育品質的爭議，印度最終決定不參與2012年之PISA測驗，並再次於2015年及2018年放棄參加。
既然免費公立教育之教學品質面臨危機，多數都市貧民已轉而選擇私立學校。估計於部分都市中有高達3分之2之學生在私立學校就讀，其中多數每月僅需繳納約2美元之象徵性費用。

### 公立學校教職員
官方數據顯示印度公立學校初等教育之師生比為35:1。然印度教師曠職率極高，有25%之教師從未現身於工作崗位。世界銀行估計支付給這類向來曠職教師之薪資，每年即達20億美元。」
由研究人員克雷默等人（Kremer etc）進行的一項研究，顯示在調查期間，私立學校教師的缺勤率為25%，公立醫療機構工作人員的缺勤率則為40%。支薪的教師中，缺勤率的分佈有馬哈拉什特拉邦的14.6%，及賈坎德邦的41.9%不等。約每3,000名公立學校校長中，僅有1名會將屢次缺勤的教師解聘。研究報告也提出，"於對印度具全國代表性之公立小學樣本進行突擊訪查的當時，僅約半數教師正在授課。"

### 高等教育
根據《印度高等教育報告：擴張、包容性、品質與財政相關議題》所述，就總體入學率衡量，印度人接受高等教育機會，從1950/51年的0.7%增長至1960–61年的1.4%。至2006/07 年，比率已增至約11%。尤其是至2012年，比率已突破20%。 
根據人力資源發展部發佈之全印度高等教育調查（AISHE），坦米爾那都邦在全國高等教育的總體入學率中名列前茅，於2016–17年間增長2.6%，達46.9%。

### 職業教育
有份於2008年發表的估計指出，印度求職者僅有5分之1曾接受任何形式的職業訓練。然隨著CBSE於教育體系中進行變革，強調於9年級及11年級課程中納入特定數量及種類之職教科目，預期情況將有所改善。學校雖非受到強制，然多數已自願採納，將變革納入其課程規劃之中。

## 議題

### 設施
依據2016年年度教育狀況報告，印度有3.5%的學校缺乏廁所，而僅有68.7%的學校擁有堪使用的如廁設施。於2016年，受訪學校中有75.5%設有圖書館，較2014年的78.1%為少。設有獨立女廁之學校比例，自2010年的32.9%增至2016年的61.9%。74.1%的學校提供飲用水設施，64.5%的學校設有操場。

### 課程問題
印度的現代教育經常受到批評，因為它著重死記硬背，而非進行問題解決。印度學者安尼爾·K·拉傑萬什指出，印度的教育體系似乎在製造殭屍，因為大多數學生似乎全力在計較分數的考試，而非學習或是玩耍。名為兒童權利學前教育（Preschool for Child Rights）的組織指出，幾乎99%的學前教育機構根本沒有課程。而且在大多數學校中也不鼓勵創造力，或僅將創造力視為一種娛樂的形式。
十九世紀的英國本質主義知識觀，強調教育的個人、科學、普遍和道德目標，而將社會和文化目標置於次要地位。這種觀點，加上目的在維護大英帝國在1857年後意識形態領導的印度社會建構，共同塑造出當地的官方學校課程。殖民政府和受過英語教育（且往往是高種姓的精英），拒絕民族主義者戈帕爾·克里什納·戈卡爾 於1911年提出的實施小學教育免費及義務化的法案，而進一步鞏固以殖民目標為中心的課程。兩位研究人員霍姆斯（Holmes）和麥克林（McLean）（1989年, 151）認為，雖然殖民教育觀與民族主義後殖民教育目標之間存在緊張關係，但英國本質主義在印度紮根深厚，部分原因是"殖民價值觀與本土傳統價值觀相吻合"。

### 鄉村教育

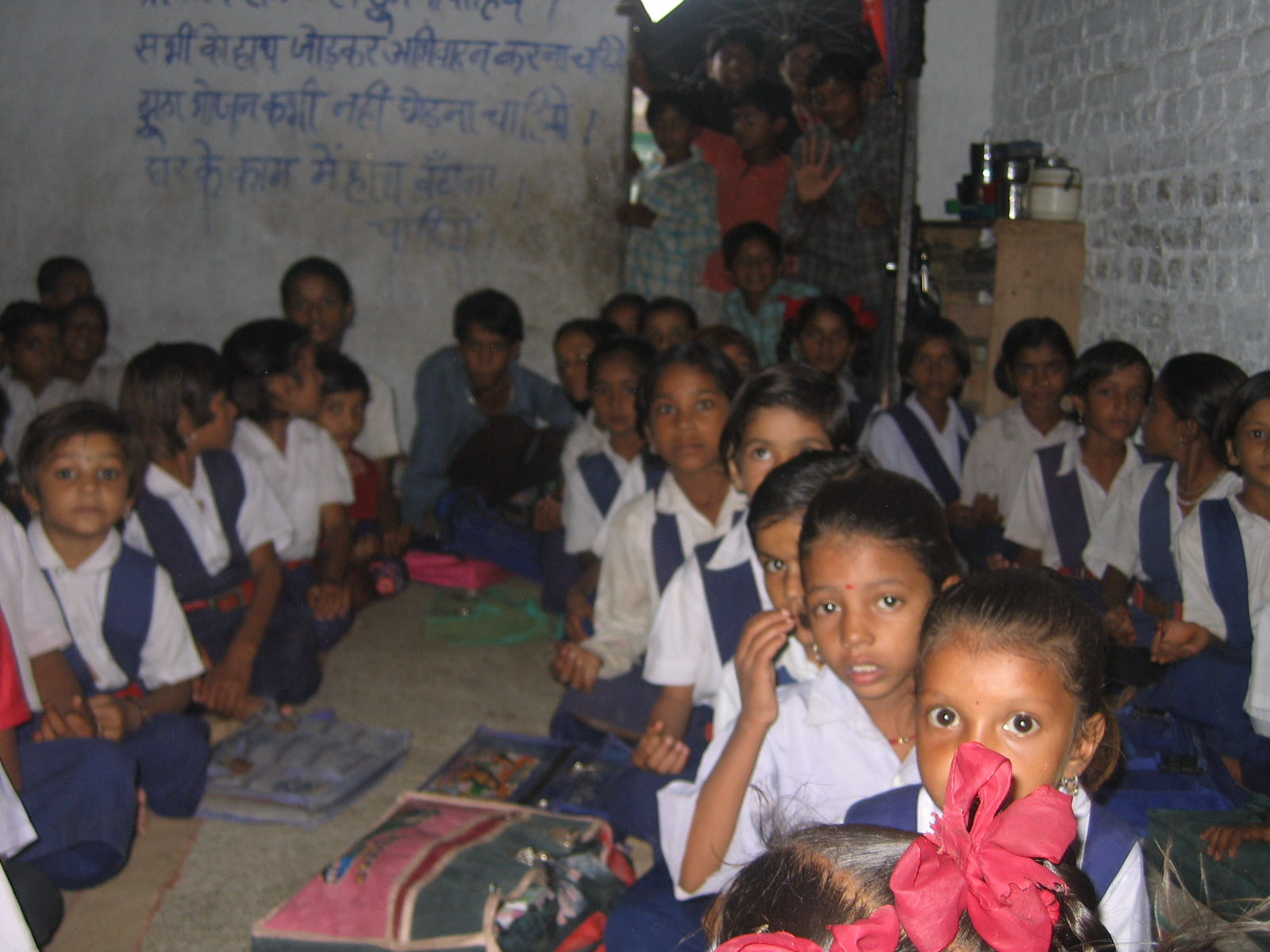
中央邦某村莊的一所小學。

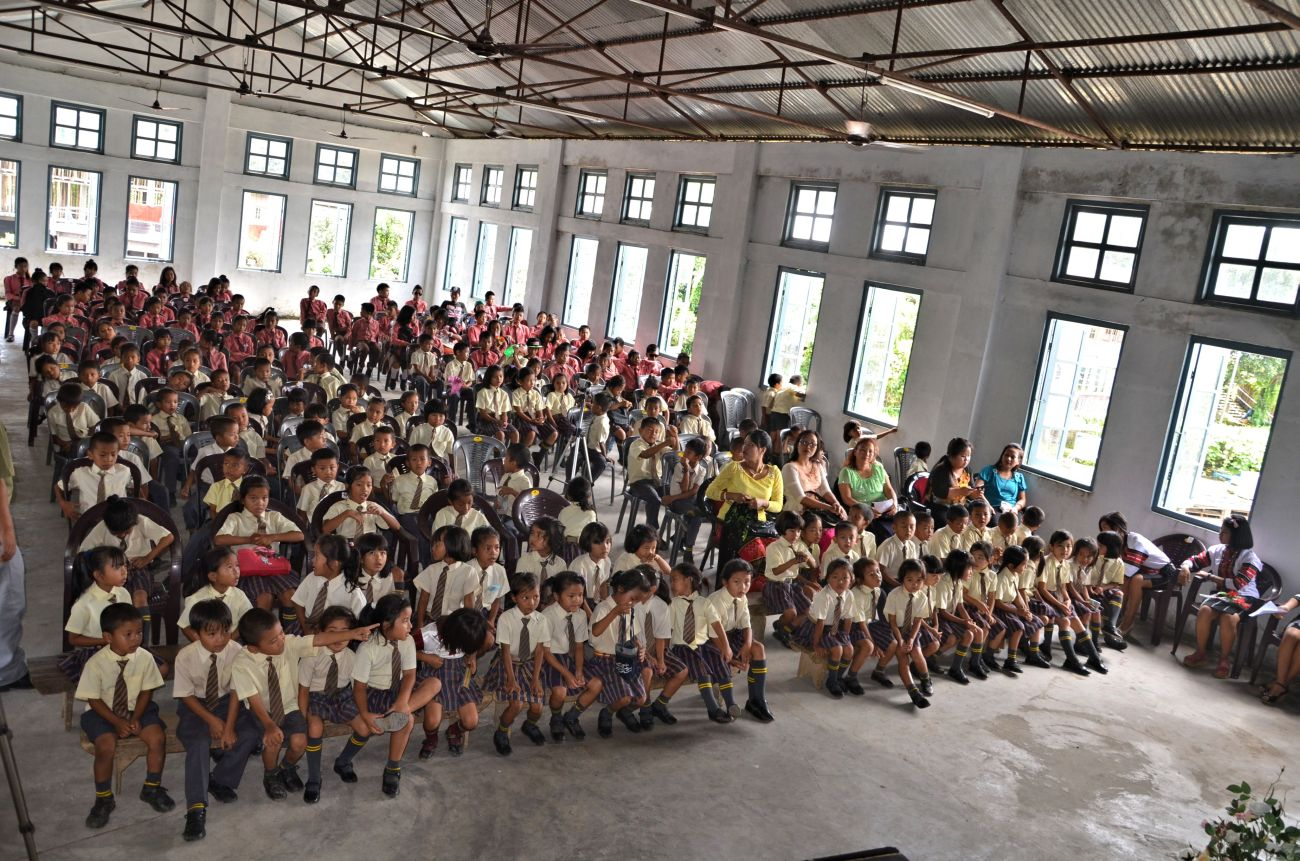
在米佐拉姆邦就學的印度兒童。

印度獨立後，將教育視為透過社區發展，可帶來社會變革的一種有效工具。行政控制在1950年代有效啟動，當時政府於1952年實施，將數個村莊納入社區發展區的單位，社區發展區是一個國家計劃下的權威機構，可控制多達100個村莊的教育。區發展官 (Block Development Officer) 負責監督150平方英里（390平方公里）的地理區域，居住的人口可達70,000人。
研究人員塞蒂 (Setty) 和羅斯 (Ross) 詳細闡述這些計劃的作用。計劃本身進一步分為個人導向、社區導向或個人暨社區導向，其中指定的工作人員在村級監督微觀層面的發展：
社區發展計劃包括農業、畜牧業、合作社、鄉村工業、鄉村工程（包括小型灌溉、道路、建築）、健康和衛生（包括家庭福利、計劃生育）、婦女福利、兒童保育和營養、教育（包括成人教育、社會教育和識字）、青年福利和社區組織。在這些發展領域的每一方面都有幾個計劃、方案和活動，它們是累加的、擴展的和逐漸減少的，涵蓋整個社區、部分群體或特定目標人群，如小型和邊緣農民、工匠、婦女以及一般生活在貧困線以下的人們。
雖然前述鄉村教育計劃遭遇一些挫折，在1950年代仍持續推行，並獲得私立機構支持。在甘地格拉姆鄉村學院成立，和有5,200個社區發展區成立時，已建立起一個相當規模的鄉村教育網絡。相繼建立的有幼兒園、小學、中學和婦女成人教育學校。
政府持續將鄉村教育視為一項進程，認為它相對能擺脫官僚積壓和普遍停滯的困境。然而在某些情況下，資金短缺會抵消鄉村教育機構取得的成果。有些想法未能被印度貧窮人口接受，政府的投資有時收效甚微。而如今政府的鄉村學校仍然資金不足且人員短缺。一些基金會，例如非政府組織鄉村發展基金會積極投入建設高品質的鄉村學校，但受到其教育的學生人數仍然很少。
印度鄉村地區的教育價值觀與城市的有所不同，完成學業的比率較低。學校內性別比例失衡 - 男性獲得高中畢業文憑的比例為18%，而女性僅為10%。估計印度從未入學的兒童人數接近1億，是全球未入學青少年最集中的地區。

### 婦女教育

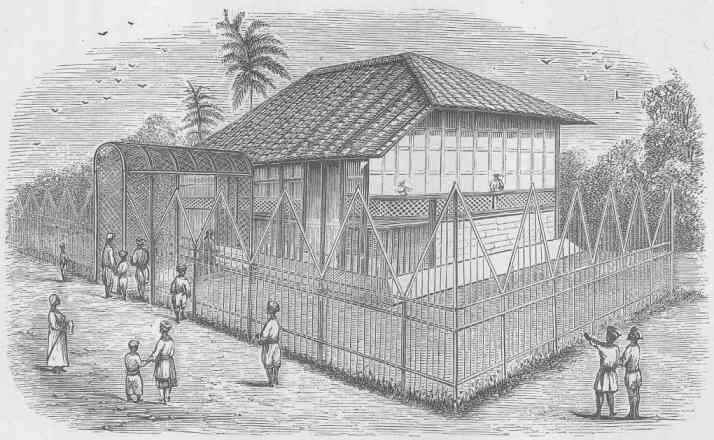
倫敦傳道會加爾各答孟加拉女子學校。

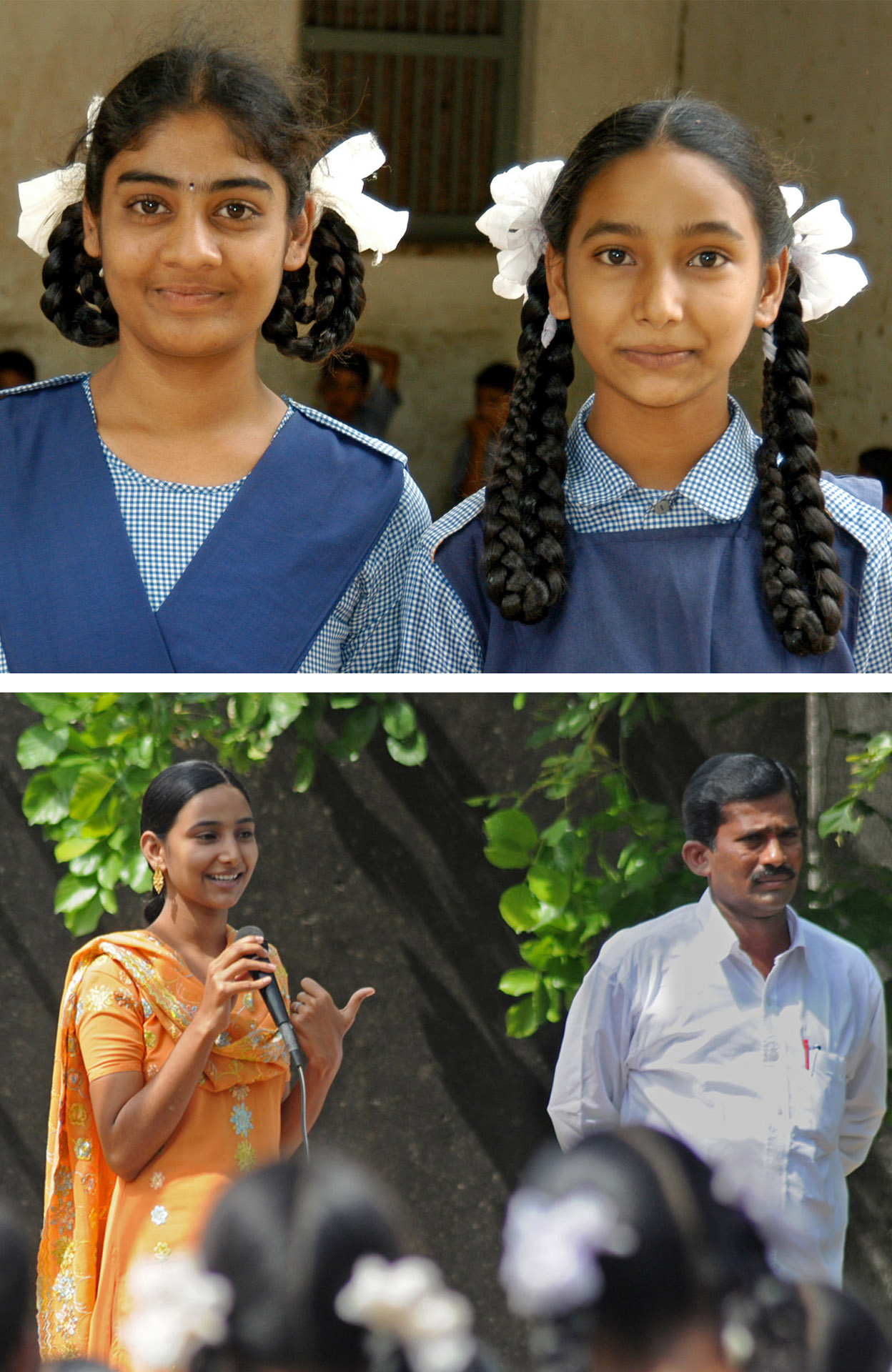
安德拉邦卡萊達農村學校的女孩。

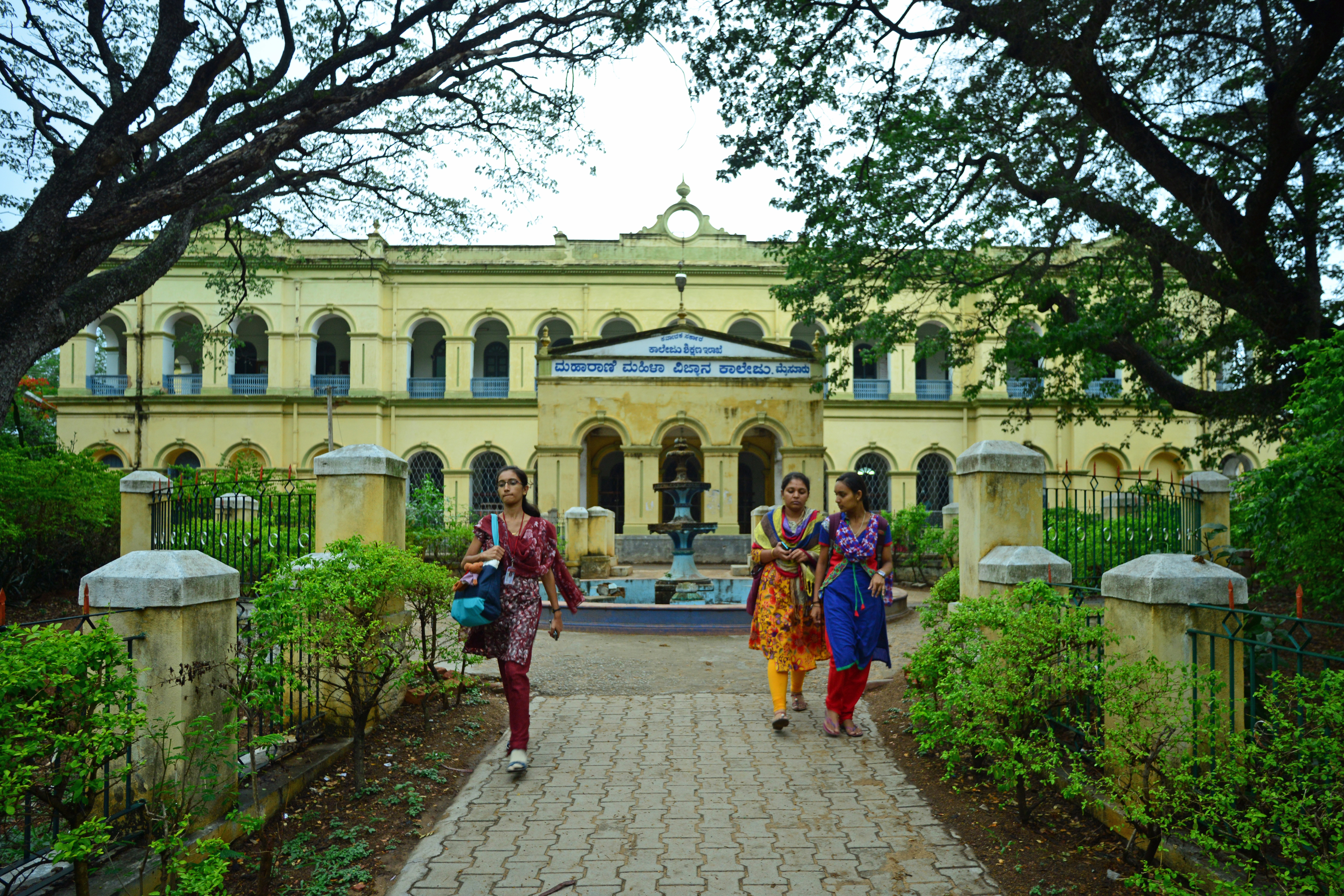
位於印度卡納塔卡邦邁索爾市的馬哈拉尼斯女子學院。

印度女性的識字率遠低於男性。入學的女童人數顯然少得多，而且許多人會中途輟學。在印度家庭的父權制環境中，女童的地位低於男童，享有的特權也較少。保守的文化態度阻礙一些女童上學。此外，屬於中上階層，受過教育的婦女，較低種姓且未受教育婦女在進入勞動市場的可能性較低。前者因傳統、文化和宗教規範而選擇留在家中。
從英屬印度時期到1947年印度共和國成立期間，印度女性中的識字比例在2%到6%之間。他們的識字率透過共同努力，從1961年的15.3%提高到1981年的28.5%。到2001年，女性的識字率已超過50%，但這些與世界標準，甚至與印度國內的男性識字率相比，仍非常低。印度政府於2009年啟動Saakshar Bharat Mission（薩克夏爾·巴拉特任務），為一項全國性掃盲計劃，以提高印度人的識字率，特別是女性的，目標為將女性文盲率降低到當時水平的一半。
提升印度婦女的教育水平在提高該國的生活水準方面有重要作用。較高的女性識字率可鼓勵和促進兒童（尤其是女童）的教育，以及降低嬰兒死亡率，而提高家庭內外的生活品質。多項研究顯示較低的女性識字率會導致較高的生育率和嬰兒死亡率、較差的營養、較低的收入潛力以及缺乏在家做決策的能力。女性較低教育水準也被證明會對兒童的健康和生活條件產生不利影響。在印度進行的一項調查顯示，其結果支持嬰兒死亡率與女性識字率和教育水準呈負相關的事實。該調查還表明教育與經濟成長之間存在關聯。
印度不同邦之間的女性識字率存在巨大差異。喀拉拉邦的女性識字率最高，為91.98%，而拉賈斯坦邦的女性最低，為52.66%。這與各邦的健康水準有關聯，喀拉拉邦的平均出生預期壽命為74.9歲，而拉賈斯坦邦的為67.7 歲。
印度將高等教育界定為18至24歲年齡群體的教育，其主要資金來源為政府。雖然女性佔高等教育入學人數的24-50%，但高等教育內部仍然存在性別失衡。科學專業的學生中只有3分之1是女性，工程專業的學生中只有7%是女性。然而在教育專業學習的學生中，女性超過一半。

### 認證
印度在2018年發現該國有277所假冒的工程學院。印度政府於2010年1月決定撤銷多達44所"特許大學"（Deemed university）。政府在其證詞中稱這些機構的管理層並未考慮學術因素，而是"將其作為一種家族封地來經營"。大學教育資助委員會於2009年2月發現印度有39所假冒機構在運作。

### 雇主提供培訓
印度只有16%的製造商會為其員工提供在職培訓，而中國則有超過90%的。

### 教師職業生涯

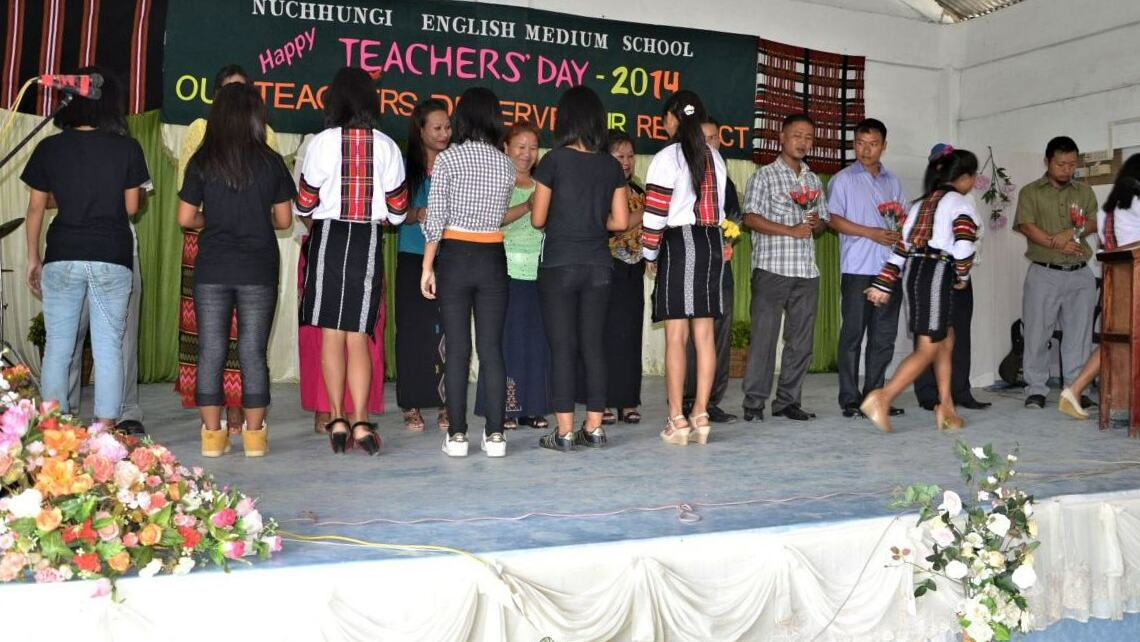
在米佐拉姆邦赫納赫蒂亞爾，努楚恩吉英語中學的教師節慶祝活動。

在印度教育體系中，教師的成就可寬鬆的定義為 - 基於學生的成就，基於教學的年資，而這兩者並非一定與教師的技能或能力相關。機構管理層可能會被迫根據教師所教授的學生年級或教學年資來做晉升的依據，而這兩者通常並不能反映出一位教師的素質。當一位教師升任至管理職務，未必表示他是一位優秀的管理人員。根據前述，由於教師看不到自己的成長和成功實際掌握在自己手中，往往就不會參與任何專業發展。因此有必要建立一個框架，幫助教師根據自己的能力規劃職業路徑，並幫助他們了解自己的發展。

### 補習班
由於印度學生進入知名大學的競爭日益激烈，而出現許多私立補習班。這些補習班為學生準備工程、醫學、工商管理碩士（MBA）、銀行業職位入學考試，以及美國學術評估測試（SAT）和研究生入學考試（GRE）。另有一些補習班教授英語等科目，以幫助學生在印度國內和國外就業。
私立補習班分為兩種：線下和線上。市場上有許多線上補習中心和應用程式，使用量正在增長，尤其是在二線大都會城市之中。
印度工商聯合會（ASSOCHAM）於2013年進行的一項調查，預測該國到2015年，私立補習行業的規模將增長到400億美元，約當2.39兆印度盧比。
拉賈斯坦邦的科塔被稱為工程和醫學院入學考試補習產業之都。在旁遮普邦，補習班教授英語，以幫助有申請外國簽證意願的人士獲得申請所需的雅思（IELTS）分數。[德里的穆克吉納加爾和舊拉金德納加爾被認為是聯邦公務員考試（UPSC Civil Services Examination）的補習中心。中央和一些邦政府也為學生提供免費補習，特別是針對少數族群的學生。
有人指責補習班導致學生忽視學校教育。教育家如阿南達克里希南批評補習班的過度發展正對學生造成沉重的精神壓力，同時也加劇家長的經濟負擔。這些教育家認為如果建立一個良好的學校教育體系，孩子們就不需靠補習來幫忙。
印度教育體系因其強調死記硬背，加上有激烈考試壓力而受批評。這種壓力與心理健康問題和學生出現自殺案例有關，尤其是在拉賈斯坦邦的科塔，那裡的學生在準備聯合入學考試（JEE）和國家資格暨入學測驗（大學部）（NEET）等競爭激烈的考試。印度學生於2023年的自殺人數有所上升，其中拉賈斯坦邦的科塔在一年內創下26起自殺案例紀錄。如國家級共同入學考試（NLCEE）等舉措為學生提供接觸各種職業道路和機構的機會，引導他們對自己未來做出明智的決定。透過減少選擇中的不確定性和遺憾，這些舉措的目的為減輕學生壓力，並幫助他們避免對學術挑戰做出極端反應。
印度教育部也實施一項監管私立補習班的新法律，試圖減少日益增長的學生自殺現象。

### 教育腐敗
印度教育體系的品質一直受到腐敗所侵蝕，並對社會產生長期的負面影響。印度的教育腐敗被認為是國內黑錢的主要來源之一。一所私立大學 - 馬納夫·巴爾蒂大學於2021年被指控在過去10年共出售數萬個學位以牟取暴利。

### 成績灌水
成績灌水已是印度中等教育的一個問題。如今在印度中央中等教育委員會（CBSE）的考試中，獲得總平均分95%的學生人數，是2004年的21倍，而獲得總平均分90%的學生人數則接近9倍。在印度學校證書（ISC）委員會中，如今獲得95%的學生人數幾乎是2012年的兩倍。CBSE在2017年初召集所有40個學校委員會舉行會議，敦促他們停止"人為抬高分數"。CBSE決定以身作則，並承諾不膨脹學生成績。雖然2017年的成績出現小幅修正，但該委員會顯然並未完全放棄這種做法。於2017年，幾乎6.5%的數學考生獲得95分或更高，是2004年的10倍，幾乎6%的物理考生獲得95分或更高，是2004年的35倍。

## 舉措

### 中央政府參與

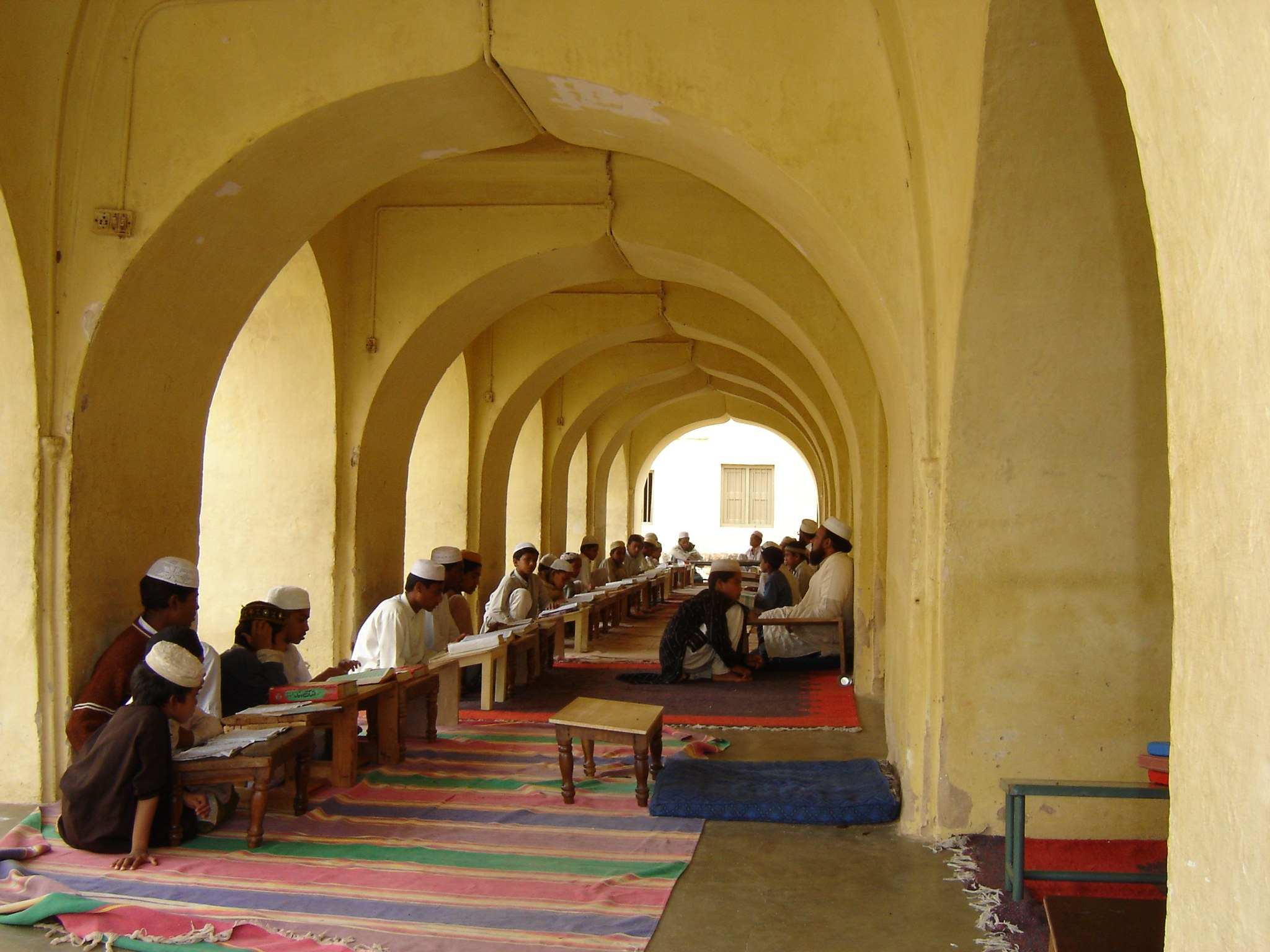
於卡納塔卡邦什里倫格伯德訥賈米亞清真寺所設的伊斯蘭學校。

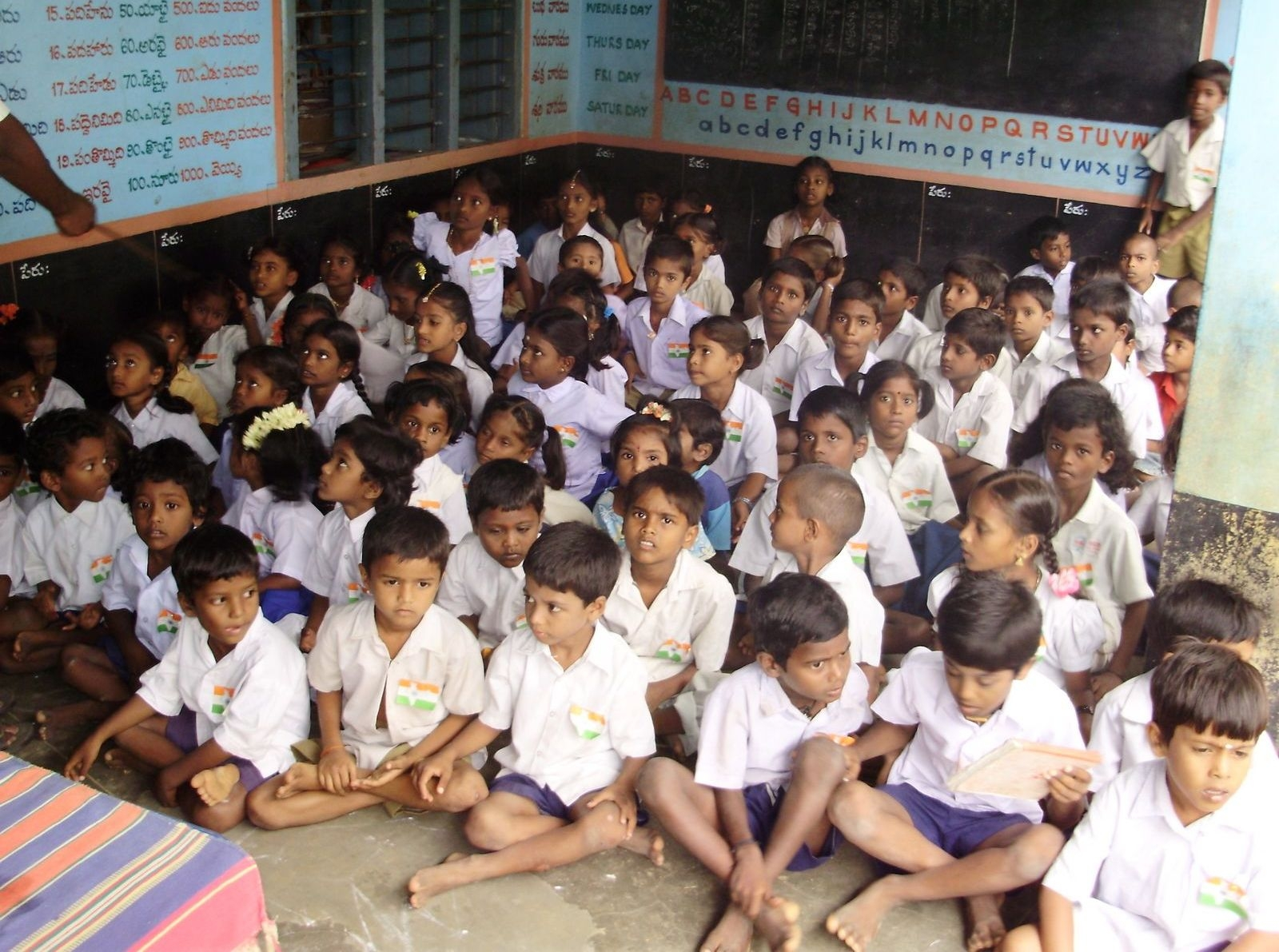
位於安德拉邦奇圖爾的小學。這所學校隸屬於"學校（Paathshaala）"計畫，招收70名學生。

印度獨立後，為落後的表列種姓（Scheduled Castes）和表列部落（Scheduled Tribes）制定許多規則。中央政府於1960年公佈一份清單，列出405個表列種姓和225個表列部落。於1975年對列表進行修正，列出841個表列種姓和510個表列部落。表列種姓和表列部落的總百分比為22.5%，其中表列種姓佔17%，表列部落佔剩餘的5.5%。在這份報告發佈後後，許多表列種姓和表列部落越來越多自稱為達利特（Dalit），這是印度法學家比姆拉奧·拉姆吉·安貝德卡採用的馬拉提語名詞，字面意思是"受壓迫者"。
印度許多教育計劃都為表列種姓和表列部落提供名額保障。印度還為表列種姓和表列部落提供特別的保留名額，例如在中央學校（Kendriya Vidyalaya）為表列種姓保留15%的名額，以及在中央學校為表列部落保留7.5%的名額。表列種姓和表列部落在印度的許多計劃和教育設施中都享有類似的保留名額。從1998-1999年起，印度東北部偏遠地區在不可失效的中央資源池（Non-Lapsible Central pool of Resources，NLCPR，指不受年度預算週期限制的政府預算）下獲得保障。
設置NLCPR的目的在為這些偏遠地區的基礎設施建設提供資金。
來自安德拉邦、阿薩姆邦、比哈爾邦、賈坎德邦、卡納塔卡邦、喀拉拉邦、古吉拉特邦、北方邦和北阿坎德邦的偏遠、欠發達地區或弱勢社會群體的婦女，都受到1989年啟動的"婦女平等計劃"（Mahila Samakhya Scheme）覆蓋。除教育方面的規定外，此計劃還在農村地區舉辦會議和研討會來提高人們的認識。印度政府在2007-08年間撥款3.4億盧比（390萬美元），在83個地區（包括超過21,000個村莊）實施前述計劃。
有68個兒童之家（Bal Bhavans）和10個兒童中心（Bal Kendra）附屬於國家兒童之家（National Bal Bhavan）。此計劃包括教育和社會活動，並表彰在特定教育領域具有明顯才能的兒童。曾舉辦過許多計劃和活動，其中還包括文化交流和參與多個國際論壇。
印度的少數族群，特別是那些被政府認為"教育落後"的群體，在1992年修訂的印度國家教育政策（NPE）中獲得保障。印度政府為落實1992年修訂的行動綱領，積極推動"教育落後少數族群地區密集計劃"與"瑪達沙教育現代化財政援助計劃"。這兩項計劃於1994年在全國啟動。印度議會於2004年通過一項法案，允許符合規定標準的少數族群教育機構尋求附屬大學的資格。
印度人力資源發展部與電子資訊科技部合作，啟動國家獎學金入口網站，為印度學生提供尋得各政府機構提供的國家和邦級的獎學金機會。於國家電子政務計劃（NeGP）之下有個線上任務模式專案，每年列出超過50個獎學金計劃，其中包括著名的少數民族事務部（MOMA）的專上和專科學習獎學金。在2017-18學年，MOMA獎學金資助過116,452名學生，總額達31.657億盧比。國家獎學金入口網站持續列出由全印度技術教育委員會（AICTE）、大學大學教育資助委員會（UGC）和各邦政府管理的獎學金計劃。

### 立法框架
印度憲法第45條最初規定：
國家應努力在本憲法生效後10年內，為所有兒童提供免費義務教育，直至他們年滿14歲。
此條款是印度國家政策的指導原則，實際上表示它屬於一套在精神上需遵守的規則，如果政府實際並未遵守條文，不能被起訴。然而由於該原則具有明顯的情感和實際價值，且在法律上是印度憲法中唯一有時間限制的指導原則，因而此項原則的執行成為爭論的焦點。
在印度最高法院於1990年代採取行動後，第93次修正案建議對印度憲法進行3項獨立修正：
印度憲法經修正後，新增第21A條，內容如下：
國家應以法律規定的方式，向所有6至14歲的兒童提供免費義務教育。
第45條擬議由以下列條款取代：
為6歲以下兒童提供幼兒保育和教育的規定：國家應努力為所有兒童提供幼兒保育和教育，直至他們年滿16歲。
另一條款，第51A條，將額外增加以下條文：
...父母或監護人[應]為其6至14歲的子女或（視情況而定）受監護人提供受教育機會。
該法案於2001年11月28日在印度議會下議院人民院（Lok Sabha）獲得一致通過。隨後於2002年5月14日在上議院聯邦院（Rajya Sabha）通過。.當印度總統簽署後，這項憲法第86次修正正式完成並生效。6至14歲的兒童隨即享有受教育的基本權利。
印度憲法第46條規定：
國家應特別關心人民弱勢群體的教育和經濟利益，特別是表列種姓和表列部落，並應保護他們免受社會不公正和一切形式的社會剝削。
關於表列種姓和表列部落的其他規定，可在第330、332、335、338-342條中找到。憲法的第5和第6附表也為表列種姓和表列部落列出特別規定。

### 中央政府於教育方面支出
印度中央政府在第10個五年計劃（2002-2007年）中概述其4,380億盧比（50億美元）教育總預算的支出：65.6%，即2,880億盧比（33億美元）用於小學教育、9.9%，即432.5億盧比（4.9億美元）用於中學教育、2.9%，即125 億盧比（1.4億美元）用於成人教育、9.5%，即417.7 億盧比（4.8億美元）用於高等教育、10.7%，即470億盧比（5.4億美元）用於技術教育，以及剩餘的1.4%，即62.4億盧比（7100萬美元）用於其他教育計劃。
印度中央政府在2011-12財政年度為印度教育所屬的學校教育和識字部（Department of School Education and Literacy ）撥款3,895.7億盧比，該部門是印度負責小學教育的主要部門。在此撥款中，主要的2,100億盧比用於旗艦計劃"全國普及教育運動"（Sarva Siksha Abhiyan）。但官方任命的安尼爾·博爾迪亞委員會（Anil Bordia Committee）建議同一財政年度要撥款3,565.9億盧比，前述2,100億盧比的撥款被認為非常低。
通過的《2009年兒童免費義務教育權利法》實際需要更高的撥款才能達成。印度針對教育領域的困境，已在近年宣佈多項重大措施以求改善，其中最引人注目的是聯合進步聯盟（UPA）政府的《共同最低限度計劃》（NCMP）。內容包括：
(a) 逐步將教育支出增加到國內生產毛額（GDP）的6%左右。 

(b) 為支持教育支出的增加和提高教育品質，將對所有中央政府稅收徵收教育附加稅。 

(c) 確保任何人不會因為經濟落後和貧窮而被剝奪受教育的機會。

(d) 讓6-14歲年齡組的所有兒童享有受教育的基本權利。

(e) 透過全國普及教育運動和學校中午供餐計畫等旗艦計劃以普及教育。
然而，即使在《共同最低限度計劃》（NCMP）實施5年後，在這方面也沒太多進展。該國已將教育部門的GDP佔比目標定為6%，但表現顯然未能達到預期。教育支出從1951-52年佔GDP的0.64%穩步上升到1970-71年的2.31%，隨後在2000-01年達到4.26%的峰值。然而在2004-05年，又回落到3.49%。

## 2020年國家教育政策
印度政府推出的2020年國家教育政策（NEP 2020），預計將為印度教育帶來深遠變革。政策概述印度新教育體系的願景，於2020年7月27日獲得印度內閣批准。新政策取代1986年的國家教育政策。新政策是針對印度農村和城市地區的小學教育、高等教育以及職業培訓的綜合框架。目標是在2025年之前轉變印度的教育體系。
2020年國家教育政策強調在學童5年級之前使用母語或當地語言作為教學媒介，並建議延續至8年級及更高年級。NEP還指出，不會對學生強加學生使用任何語言。NEP中的語言政策是廣泛的指導方針和建議性質，由各邦、機構和學校決定實施。印度的教育屬於並行項目事項，由中央與各邦共同決定。
NEP2020概述印度學校教育體系的願景。根據NEP2020，"10 + 2"結構被"5+3+3+4"模式取代。5+3+3+4指的是5年的基礎階段。接著是3年的預備學習階段，從3年級到5年級。接著是3年的中學階段，最後是4年，直到12年級或18歲的高級中學階段。該模式將按以下方式實施：
學校學生不再每年舉行考試，而是分別在2年級、5年級和8年級參加3次考試。10年級和12年級舉行會考。會考的標準由評估機構PARAKH（整體發展知識的績效評估、審查和分析（Performance Assessment, Review and Analysis of Knowledge for Holistic Development））制定。為減輕考試壓力，這類考試每年將舉行兩次，學生最多可有兩次嘗試機會。考試本身將分為兩個部分，即客觀題和描述題。
NEP的高等教育政策提出在大學部課程中提供為期4年的跨學科學士學位，並提供多種退出選項。這些選項將包括專業和職業領域，並將按以下方式實施：
- 完成1年學習後獲得證書（職業）
- 完成2年學習後獲得文憑（職業）
- 完成3年課程後獲得學士學位（專業）
- 4年制跨學科學士學位（首選選項）（專業）

| 分類          | 分類                                 | 年紀          | 年紀          | 說明                                                                                             |
| 印度義務教育] | 印度義務教育]                        | 印度義務教育] | 印度義務教育] | 印度義務教育]                                                                                    |
| ------------- | ------------------------------------ | ------------- | ------------- | ------------------------------------------------------------------------------------------------ |
| 基礎階段      | 幼兒園] (城市) / 安甘瓦迪中心 (農村) | 學前班        | 3–4           | 涵蓋3至8歲的兒童，教學重點在於以活動為基礎的學習。                                               |
| 基礎階段      | 幼兒園] (城市) / 安甘瓦迪中心 (農村) | 幼稚園        | 4–6           | 涵蓋3至8歲的兒童，教學重點在於以活動為基礎的學習。                                               |
| 基礎階段      | 小學                                 | 一年級        | 6–7           | 涵蓋3至8歲的兒童，教學重點在於以活動為基礎的學習。                                               |
| 基礎階段      | 小學                                 | 二年級        | 7–8           | 涵蓋3至8歲的兒童，教學重點在於以活動為基礎的學習。                                               |
| 預備學習階段  | 小學                                 | 三年級        | 8–9           | 將逐步開設口語、閱讀、寫作、體育教育、語言、藝術、科學和數學等課程。                             |
| 預備學習階段  | 小學                                 | 四年級        | 9–10          | 將逐步開設口語、閱讀、寫作、體育教育、語言、藝術、科學和數學等課程。                             |
| 預備學習階段  | 小學                                 | 五年級        | 10–11         | 將逐步開設口語、閱讀、寫作、體育教育、語言、藝術、科學和數學等課程。                             |
| 中學階段      | 初級中學                             | 六年級        | 11–12         | 課程將向學生介紹數學、科學、社會科學、藝術和人文領域中較為抽象的觀念。                           |
| 中學階段      | 初級中學                             | 七年級        | 12–13         | 課程將向學生介紹數學、科學、社會科學、藝術和人文領域中較為抽象的觀念。                           |
| 中學階段      | 初級中學                             | 八年級        | 13–14         | 課程將向學生介紹數學、科學、社會科學、藝術和人文領域中較為抽象的觀念。                           |
| 初級中學階段  | 初級中學                             | 九年級        | 14–15         | 此四年學程的設計理念為培養學生跨領域學習能力，並加強深度學習與批判性思考。將提供多元的學科選項。 |
| 初級中學階段  | 初級中學                             | 十年級        | 15–16         | 此四年學程的設計理念為培養學生跨領域學習能力，並加強深度學習與批判性思考。將提供多元的學科選項。 |
| 初級中學階段  | 高級中學階段                         | 十一年級      | 16–17         | 此四年學程的設計理念為培養學生跨領域學習能力，並加強深度學習與批判性思考。將提供多元的學科選項。 |
| 初級中學階段  | 高級中學階段                         | 十二年級      | 17–18         | 此四年學程的設計理念為培養學生跨領域學習能力，並加強深度學習與批判性思考。將提供多元的學科選項。 |
| 高等教育      |                                      |               |               |                                                                                                  |
| 學院 (大學)   | 大學教育                             | 第一年        | 18–19         | 1年 - 職業證書                                                                                   |
| 學院 (大學)   | 大學教育                             | 第二年        | 19–20         | 2年 - 職業文憑                                                                                   |
| 學院 (大學)   | 大學教育                             | 第三年        | 20–21         | 3年 - 學士學位（專業）                                                                           |
| 學院 (大學)   | 大學教育                             | 第四年        | 21–22         | 4年制跨學科學士學位（首選）（專業）                                                              |
| 學院 (大學)   | 大學教育                             | 第五年        | 22–23         | 5年 內外全科醫學士                                                                               |
| 學院 (大學)   | 研究生                               | 第一年        | 21+           | (包含多種學位及課程劃分)                                                                         |
| 學院 (大學)   | 研究生                               | 第二年        | 22+           | (包含多種學位及課程劃分)                                                                         |
| 學院 (大學)   | 研究生                               | 第三年        | 23+           | (包含多種學位及課程劃分)                                                                         |
| 學院 (大學)   | 博士                                 |               | 24+           |                                                                                                  |
| 研究          |                                      |               |               |                                                                                                  |
|               | 博士後                               |               |               |                                                                                                  |
| 繼續教育      |                                      |               |               |                                                                                                  |
| 職業教育      | 職業教育                             | 職業教育      | 18歲及以上    |                                                                                                  |
| 成人教育      |                                      |               | 18歲及以上    |                                                                                                  |

### 成人和青少年識字率
| 國名           | 15+歲 | 15+歲 | 15–24歲 | 15–24歲 |
| 國名           | 男性  | 女性  | 男性    | 女性    |
| -------------- | ----- | ----- | ------- | ------- |
| 孟加拉國       | 51.7  | 33.1  | 59.4    | 43.1    |
| 巴基斯坦       | 63.0  | 36.0  | 75.8    | 54.7    |
| 斯里蘭卡       | 92.3  | 89.1  | 95.1    | 96.1    |
| 印度           | 73.4  | 47.8  | 84.2    | 67.7    |
| 中國           | 95.1  | 86.5  | 99.2    | 98.5    |
| 巴西           | 88.4  | 88.8  | 95.8    | 97.9    |
| 俄羅斯         | 99.7  | 99.2  | 99.7    | 99.8    |
| 全球           | 87.2  | 77.3  | 90.5    | 84.1    |
| 開發中國家     | 83.5  | 70.1  | 88.6    | 80.9    |
| 撒哈拉以南非洲 | 69.5  | 53.5  | 77.8    | 68.3    |